# إت (فلم 2017)
إت (بالإنجليزية: It) هو فيلم رعب خارق للطبيعة أمريكي من إخراج أندي موشيتي وكتابة تشيس بالمر وكاري فوكوناغا وغاري دوبرمان سنة 2017، وإنتاج نيو لاين سينما وكاتز سميث للإنتاج ودان لين وفيرتيغو للترفيه، وتوزيعه وارنر برذرز. وبطولة كل من جيدين ليبرهير وبيل سكارسغارد وصوفيا ليليس وفين ولفهارد وغيرهم. يستند الفليم إلى رواية الكاتب ستيفن كينغ الذي كتبها سنة 1986 وتحمل العنوان نفسه.
هو الفيلم الأول من سلسلة أفلام إت. يحكي الفيلم قصة سبعة أطفال في ديري، بولاية مين، يُرهبهم كائن يُسمى «إت».
بدأ التصوير الرئيسي في تورونتو بتاريخ 27 يونيو 2016 وانتهى في 21 سبتمبر 2016. شملت مواقع التصوير أيضا بورت هوب (أونتاريو)، وأوشاوا، وريفرديل.
تم عرضه لأول مرة في لوس أنجلوس في 5 سبتمبر 2017، وتم إصداره في الولايات المتحدة في 8 سبتمبر 2017 بصيغتي 2D وآيماكس. نجح الفيلم في شباك التذاكر، حيث حقّق أكثر من 701 مليون دولار في جميع أنحاء العالم، ليُصبح خامس أعلى فيلم دخلا ذي الصّنف المقيد في كل العصور. لقي الفيلم مراجعات إيجابية، حيث أشاد النقاد بالأداء والإخراج والتصوير السينمائي، ووصفه الكثيرون بأنه واحد من أفضل الأفلام المُقتبسة من أعمال ستيفن كينج. حصل على العديد من الجوائز والترشيحات، حيث حصل على ترشيحين من جمعية واشنطن العاصمة لنقاد السينما. تم ترشيحه أيضا لجائزة اختيار النقاد لأفضل فيلم خيال علمي/رعب. تم اختيار الفيلم كأحد أفضل الأفلام لعام 2017 من قبل العديد من النقاد.
تم إصدار تتمة للفيلم بعنوان إت: الفصل الثاني، في 6 سبتمبر 2019.
كما فاز الأبطال صوفيا ليليس وفين ولفهارد بجائزة ام تي في لأفضل ثنائي على الشاشة عن دورهم في الفيلم عام 2018م.

## طاقم التمثيل

### فريق التمثيل الرئيسي
- جايدن مارتيل في دور بيل دينبرو.

زعيم مجموعة الأطفال المعروفة باسم نادي الخاسرين، وهو الذي يتعهد بالانتقام من الوحش بمساعدة أصدقائه. تصبح المعركة ضد إت بعد خسارة دينبرو لأخيه حربًا شخصية بالنسبة له أكثر من أي حرب أخرى. تلعثمه هو ما يربطه بالمجموعة ويحوله إلى القائد بيغ بيل. حول شخصية دينبرو، قال موسكيتي: «بيل مثل شبح في منزله: لا أحد يراه لأن والديه لا يستطيعان التغلب على وفاة جورجي.» تم وضع تاي سيمبكينز لأداء دوره في نص كاري فوكوناجا. حول وصف شخصيته، أشار ليبرهر إلى بيل قائلاً: «إنه قوي جدًا ولا يتراجع أبدًا. إنه يفعل ما يعتقد أنه صائب وسيفعل أي شيء للأشخاص الذين يحبهم». تحدث ليبرهر عن تعلم جايدن من اليوتيوب وأداء كولين فيرث في خطاب الملك (2010) لمساعدته على تطوير خاصية تلعثم بيل، وذلك للبحث والتعود على التلعثم في كلمات معينة، ومقاطع معينة، وأحرف وأصوات معينة.
- بيل سكارسغارد أدى دور المهرج الراقص بينيوايز / بوب غراي.[N 1]

شر قديم عابر للأبعاد يستيقظ كل سبعة وعشرين عامًا. كان ويل بولتر سوف يؤدي الدور سابقًا، لكنه أُجبر على الانسحاب بسبب تضارب المواعيد، مع قول بولتر "لقد كنت من ضمن الفريق عندما كان السيد فوكوناغا يخرج الفيلم، لكن الظروف في نيو لاين تبدو وكأنها وجدت المخرج المرفق الآن." تابع بولتر بالقول، "أعتقد، مع كل الاحترام الواجب له بالطبع، تم اختياري من قبل كاري واشتركت في رؤيته للفيلم، ولذلك لم تتح لي الفرصة للتواصل مع المخرج [الجديد]." مارك ريلانس وبن مندلسون وكرك آسيفيدو وهوجو ويفينج وتيلدا سوينتون تم وضعهم بعين الاعتبار لتأدية الدور، مع مرور مندلسون على الفيلم، حيث أرادته شركة نيو لاين أن يحصل على تخفيض كبير في الأجور. في 3 يونيو 2016، ذكرت صحيفة الإندبندنت رسميًا بعد إجراء المفاوضات النهائية، أن موسكيتي قد اختار الممثل بيل سكارسغارد لتأدية الشخصية. عند تصوير بيني وايز، صرح سكارسغارد، "إنها شخصية متطرفة. غير إنسانية، إنها تتجاوز حتى المعتل اجتماعيًا، لأنه ليس حتى إنسانًا. إنه ليس حتى مهرجًا." وصف سكارسجارد الشخصية بشكل أكبر، قائلاً: "إنها تتمتع حقًا بشكل المهرج بينيوايز، وتستمتع باللعبة والصيد." وعلق أيضًا  "المضحك في هذا الكيان الشرير قد لا يكون مضحكًا لأي شخص آخر. لكنه يعتقد أنه مضحك." فيما يتعلق بتصميم بيني وايز، صرح سكارسغارد "من المهم أن نفعل شيئًا جديدًا وأصليًا من أجل هذا. إنه لا يتجه عن قصد نحو ذلك المظهر الغريب الدهني." وعلق أيضًا على مقارنته مع أداء تيم كاري، قائلاً: "كان أداء كاري رائعًا حقًا، لكن من المهم بالنسبة لي أن أفعل شيئًا مختلفًا. لن أتمكن أبدًا من تقديم أداء تيم كاري بجودة تيم كاري." كما أوضح سكارسغارد سنه قائلاً: "هناك طفولة في الشخصية، لأنه مرتبط ارتباطًا وثيقًا بشخصية الأطفال. المهرج هو مظهر من مظاهر خيال الأطفال، لذلك هناك شيء يشبه الأطفال في ذلك." تحدث المنتج دان لين عن السمات الجسدية لسكارسغارد: "بنيته مثيرة حقًا. إنه حقًا طويل القامة ونحيف، وأشعر قليلاً بأنه كمهرج في حركته. عندما جاء - كان لدينا الكثير من الاختلافات والتناقضات بين الممثلين، وعندما جاء كان لديه شيء مختلف في الشخصية التي جعلتنا متحمسين حقًا." واختتم لين بمقارنة الشخصية بشخصية هيث ليدجر بدور الجوكر، "لقد كان يقوم [ليدجر] بدور الجوكر المهرج، ورأينا بوضوح دور تيم كاري كمهرج. أردنا شخصًا يبتكر شخصية بيني وايز وهي واقفة من تلقاء نفسها، وجاء بيل وخلق هذه الشخصية التي أفزعتنا بصراحة."، "تحدث موسكيتي عن دور بيني وايز لـ سكارسغراد باعتباره شخصًا لا يتربص في الظل، حيث قال: "يظهر بيني وايز وهو يقدم عرضه في المقدمة وفي المنتصف. لذا فهو غريب طوال الوقت، وكل صفة صغيرة تشير إلى تهديد إضافي". تحدث موسكيتي أيضًا عن رغبته في فهم الشعور بالرهبة التي تنمو في ديري بسبب الخوف من بيني وايز، حيث قال "إنه ليس مجرد شخصية يمكن أن يتغير شكلها، بل تأثيره في كل مكان. كان توقعه أكثر ترويعًا من مخاوف بيني وايز الفعلية." عند اختيار سكارسغراد لتأدية دور بيني وايز، أراد موسكيتي أن يظل وفياً لجوهر الشخصية، ولفت سكارسغراد انتباهه "لدى الشخصية سلوك طفولي ولطيف، لكن في نفس الوقت هناك شيئًا بعيدًا عن هذه الصفات. سكارسغراد لديه هذا التوازن، يمكن أن يكون لطيفًا وجميلًا، ولكن يمكن أن يكون مزعجًا للغاية." أشارت المنتجة باربرا موسكيتي إلى بيني وايز لسكارسغارد بأنه "مهرج الأجداد"، متجنبة خصائص المهرج الحديث في القرن الحادي والعشرين وقامت بدلاً من ذلك بالتحدث عن جماليات المهرج في القرن الثامن عشر، ومع "التحديثات" المتطلبة.
- جيريمي راي تايلور في دور بن هانسكوم.

صبي خجول يعاني من زيادة في الوزن، وهو معجب بـ بيفرلي، وهو الذي ينقل أحداث ماضي ديري إلى أصدقائه. تحدث موسكيتي حول شخصية هانسكوم عن ظهوره بحالة من اليأس، بالإضافة إلى رعبه وخوفه من المرتفعات، وقال عنه: «يتعرض بن للتنمر في المدرسة».
- صوفيا ليليس في دور بيفرلي مارش.

الفتاة المسترجلة ذات الشعر الملتهب، بينما تشكل رابطة قوية مع بن تتصدى لوالدها المسيء في المنزل، يتم تعريف خسارة بيفرلي بحقيقة فقرها، وليس تعرضها للإيذاء. تحدث موسكيتي حول شخصية مارش عن ظهورها بحالة من اليأس، بالإضافة إلى رعبها والخوف من المرتفعات، حيث قال: «حالة بيفرلي هي الأسوأ بالطبع، لأنها تتعلق بالاعتداء الجنسي.» في مقابلة مع رولينغ ستون، تحدثت ليليس عن موسكيتي أنه لم يرد لها ولزملائها قضاء الكثير من الوقت مع سكارسغراد: «لم يُسمح لنا في الواقع برؤيته حتى في مشاهدنا، لأننا أردنا أن يكون الرعب حقيقيًا.» وصفت ليليس شخصية مارش بأنها: «من نوعية الشخصيات القوية وصعبة المراس، تخفي نفسها ونقاط ضعفها، وتحاول إخفاء مشاعرها. تنأى بنفسها عن الجميع ولكن عندما يصبح لديها مجموعة من الأصدقاء، لا تريد أن تتركهم، لأنها هذه هي مجموعة الأصدقاء الوحيدة التي لديها، ولذا فهي شخصية قوية جدًا.» العمل مع موسكيتي وليليس مع تطوير شخصية مارش باعتبارها متمردة ضد والدها، أدى حصول ليليس على الاستقلالية مع الشخصية، بينما يقول موسكيتي «نحن بالطبع تحدثنا عن والدتها، التي لم تكن موجودة أبدًا - لم تكن حتى في الفيلم، لكننا تحدثنا عن خلفية الشخصية.» تحدثت ليليس عن كيف أن بيفرلي هي شخص تطمح إليه، فيما يتعلق بقوتها، وطريقتها في مواجهة مخاوفها: «عندما قرأت عنها، شعرت نوعًا ما بأنها شخص يمكنني أن أتطلع إليه بالتأكيد. سأكون سعيدًا إذا كان لدي أي تشابه معها.» فيما يتعلق بعلاقتها بزملائها النجوم المشاركين، أشارت إلى التقارب بين الصداقات التي تشكلت مما سمح لليليس بالتواصل مع شخصيتها: «أنا مرتبط ببيفرلي - الطريقة التي تتعامل بها مع مشاعرها والطريقة التي كانت تتعامل بها مع الخاسرين، شعرت منها بشعور حقيقي حول الممثلين الفعليين».
- فين ولفهارد في دور ريتشي توزير.

يرتدي نظارة طبية، وهو أفضل صديق لبيل، غالبًا ما يوقعه فمه الصاخب ولغته البذيئة بالمشاكل. شارك ولفهارد أول صورة لنادي الخاسرين على حسابه على الإنستغرام، مع تعليق على الصورة باسم "The Losers Club Take Toronto"، والتي تُظهر طاقم الممثلين الذين سيلعبون دور أبطال الفيلم. أجرى أداءً صغيراً لجزء من شخصية توزير لفيلم «إت» نسخة فوكوناجا في عام 2015، قبل مغادرة فوكوناجا، فين ولفهارد هو الممثل الوحيد في نسختين، وهم نسخة موسكيتي وفوكوناجا. حول شخصية توزير، تحدث موسكيتي عن معرفته بحالة من اليأس، بالإضافة إلى رعبها والخوف من المرتفعات، حيث قال: «لا نعرف الكثير عن شخصية ريتشي، لأنه صاحب الفم الكبير من المجموعة. لكننا نفترض أنه تم إهماله أيضًا في المنزل، وهو مهرج الفرقة لأنه يحتاج إلى الاهتمام.» صرّح وولفهارد حول التغييرات التي طرأت على شخصيته من الرواية إلى الفيلم «ريتشي كان دائمًا هو نفسه. هناك بعض أوجه التشابه مع الكتاب وهناك أشياء أخرى تمت إضافتها، لأن بعض الأشياء التي قلناها في هذا الفيلم لا يمكنك قولها في الخمسينيات». شعر ولفهارد أنه لم يكن هناك الكثير من البحث المطلوب في التعامل مع ريتشي: «عليك فقط قراءة تفاصيل الشخصية وهذا يساعد كثيرًا في رؤية الفرق بين الشخصيات في الكتاب والمسلسل القصير، وكذلك الحصول على نظرة أولية عليها.» في مقابلة مع جي كيو، تحدث ولفهارد عن كيفية ارتباط كل من نادي الخاسرين في التصوير، وأن الصداقة قد استمرت: «هذه الصداقة هي حقيقية بالتأكيد. في كل مرة أكون فيها في لوس أنجلوس، أبقى مع وايت الذي أدى دور ستانلي. نتسكع طوال الوقت في لوس أنجلوس وأينما كانوا».
- وايت أوليف بدور ستانلي أوريس.

الابن براغماتية لحاخام، والذي تطارده امرأة غامضة من لوحة من دراساته في بار متسفا. تحدث موسكيتي فيما يتعلق بشخصية أوريس عن معرفته بحالة من اليأس، بالإضافة إلى رعبه وخوفه من المرتفعات، حيث قال أيضًا: «لجعل قصة طويلة قصيرة، كان هناك كل أنواع المواقف الصعبة، واستطعنا إخبار الممثلين في فيلم عن تلك الصراعات التي سيواجهوها بحرية وبشكل مباشر، إن عائلات الممثلين الشباب كانت منفتحة للغاية، لذلك استطعنا إخبارهم بالمواضيع التي عادة ما تكون حساسة للغاية.» جعل المخرج موسكيتي ستانلي هو نجل حاخام في الفيلم، وهو تغيير عن الرواية، ليضيف القليل من ذلك الشعور بالمسؤولية، بينما يظهر الاضطهاد من والده، مع وجود موضوع القهر بشكل متكرر من قبل الكبار في منطقة ديري. يتذكر أوليف أن مشهده الأول كان خطابًا في بار متسفا: "كان لدي الكثير من السطور لأحفظها حتى أنهم أضافوا فقرة جديدة بالكامل أثناء التصوير. بعد فترة من الوقت والتصوير، أصبح من السهل تأدية المشهد مرارًا وتكرارًا، استغرق تصوير ذلك المشهد حوالي 10 ساعات." تحدث أوليف عن الشخصية بالقول:" ستانلي، في المجموعة هو آخر شخص يعتقد أنه هو في الواقع حقيقي، لأنه لا يريد ذلك. لا يتناسب مع واقعه حتى. إنه يرتبط بالجميع، لكنه في نفس الوقت، هو الشخص الذي يحاول تنظيم كل شيء، لكنه لا يستطيع. ينهار بسبب ذلك ويأتي أصدقاؤه لدعمه." بينما صرح أوليف أن ستانلي قد لاحظ الوسواس القهري:"إنه يحاول وضع كل شيء في ذهنه الخاص. ويأتي بيني وايز على طول ويحطم كل شيء، هو بالتأكيد أكثر ما يخيفه." يعاني أوريس من إصابة تعرض لها في نهاية الفيلم، والتي قال أوليف عنها "لقد تعرض للندوب، أعتقد أنه يمكنك التحدث، ولكنه يعاني من ندوب ذهنية وهذه العلامات دائمة جسديًا، لذلك في كل مرة ينظر فيها في المرآة سيراها ويتذكر ما حدث. تحدث أوليف عن بحثه في الثمانينيات حيث ساعده والديه فيه؛ إذ قال: "لقد أخبروني كثيرًا عن الثمانينيات وما هي الموسيقى. لقد استمعت مؤخرًا إلى الكثير من موسيقى الثمانينيات. لقد ساعدني ذلك في الوصول إلى الشخصية. لقد صنعت قائمة تشغيل لما أعتقد أن ستانلي سيستمع إليه في الثمانينيات." تحدث أوليف أيضًا عن الزمالة بينه وبين النجوم المشاركين، حيث قال "أعتقد أن هذا يترجم على الشاشة. يمكنك مشاهدة الصداقة التي نمتلكها على الشاشة وخارجها. لقد كنا معًا لفترة طويلة بحيث يمكنك رؤية علاقاتنا، في شخصياتنا، فنحن نتواصل كبشر وأصدقاء." فيما يتعلق بالحساسية في المشاعر، قارن أوليف نفسه بأوريس عندما قال: "يحاول ستانلي إخفاء عواطفه وأنا أقوم بذلك أيضًا ببعض الأحيان. لذا يمكنني بالتأكيد أن أتشابه مع الشخصية من هذه الناحية.صفة أخرى لستانلي وهو أنه يشبه صوت العقل الذي لا يستمع إليه أحد وهذا أيضًا أنا في الحياة الواقعية."
- تشوزين جاكوبس في دور مايك هانلون.

طفل أسود لطيف الكلام يعيش في ضواحي ديري في مزرعة جده. فيما يتعلق بشخصيته، تحدث موسكيتي عن معرفته بحالة من اليأس، بالإضافة إلى رعبه من إت وخوفه من المرتفعات، حيث قال أيضًا: «لجعل قصة طويلة قصيرة، كان هناك كل أنواع المواقف الصعبة، واستطعنا إخبار الممثلين في فيلم عن تلك الصراعات التي سيواجهوها بحرية وبشكل مباشر، إن عائلات الممثلين الشباب كانت منفتحة للغاية، لذلك استطعنا إخبارهم بالمواضيع التي عادة ما تكون حساسة للغاية.» في وصف هانلون، صرّح جاكوبس أنه على الرغم من أن مايك أكثر استقلالية في التوصيف إلا أنه لا يزال شخصية في الثمانينيات، حيث قال: «أعني أنه ليس لديه أي أصدقاء نشأ، منعزل، أسود، في الثمانينيات، في بيئة قوقازية.» حول توصيف هانلون، قال جاكوبس: «العثور على أصدقاء يقبلونه على ما هو عليه يعني الكثير بالنسبة له. لذلك لن يخون أبدًا تلك الصداقة، وأشعر أنني من هذا النوع أو على الأقل أحاول أن أكون». ذكر جاكوبس أيضًا: «أقول هذا دائمًا لأنه صحيح جدًا، مايك هو أفضل صديق يمكن أن يملكه الشخص، فقط لأنه كان معزولًا للغاية ويقدر صداقاته حقًا.» بينما صرح جاكوبس أنه كان متحمسًا لتصوير هانلون على أنه: «لقد أحببت عمق مايك، لأنه مجرد نوع من الرجال اللطيفين والمساندين. أقدر أن أكون قادرًا على لعب هذه الشخصية.» "شعر جاكوبس أن تصوير هانلون لم يكن صعبًا حيث كان عليه فقط توجيه أفضل جوانب نفسه، قال أن لديه ولدى الشخصية التي سيؤديها العديد من أوجه التشابه وبعض الاختلافات. لقد قال أيضًا أنه في حين كان هانلون واحدًا من الأمريكيين الأفارقة الوحيدين في ديري، بينما هو والآخرين الخاسرين لديهم انعزالية مماثلة: لقد نشأ كغريب بسبب التوتر العنصري، الذي فصله مما يجعله يقدر حقًا عندما يقول أحدهم: "مرحبًا، أنا معجب بك لما أنت عليه." سلط جاكوبس الضوء على السندات التي يشاركها مايك مع أصدقائه في نادي الخاسرين بينما صرح أيضًا: "بيني وايز هو مجرد رمز لكل الأشياء الصعبة التي تحدث في الحياة والتي تجمع الناس معًا، بالطبع تغيرنا، أصبحنا أكثر نضجاً. يخرج بعض الناس من قذائفهم، بينما يتراجع البعض عن أنفسهم لأنه أمر مخيف. فيلم الرعب هذا أكثر من مجرد رعب، إنه فيلم عن بلوغ سن الرشد. حول تجربة تصوير فيلم موسكيتي، تحدث جاكوبس عنه على أنه «الصيف المفضل لدي طوال 16 عامًا على الأرض».
- جاك ديلان غرازر في دور إيدي كاسبراك.

فتى مريض يشعر بصحة جيدة فقط عندما يكون مع أصدقائه. تحدث موسكيتي فيما يتعلق بشخصية كاسبراك عن معرفته بحالة من اليأس، بالإضافة إلى رعبه وخوفه من إت، حيث قال أيضًا: «لجعل قصة طويلة قصيرة، كان هناك كل أنواع المواقف الصعبة، واستطعنا إخبار الممثلين في فيلم عن تلك الصراعات التي سيواجهوها بحرية وبشكل مباشر، إن عائلات الممثلين الشباب كانت منفتحة للغاية، لذلك استطعنا إخبارهم بالمواضيع التي عادة ما تكون حساسة للغاية.» بدأت الصداقات خارج الشاشة في التأثير على الصداقات التي تظهر على الشاشة، تذكر غريزر مشهدًا تمكنوا فيه بشكل خاص بالاعتماد على مشاعرهم الحقيقية في مشهد عاطفي: "نحن أصدقاء مدى الحياة، في الواقع وفي الفيلم، نحن نقوم بتصوير مشهد الآن حيث ينهار ستانلي أو وايت وكلنا نتجمع حوله ونبكي وهو مشهد قوي ومذهل بسبب الصداقات، إنه حقيقي." كما سلط الضوء على استمتاعه بالمشاهد الشديدة التي كانت مع سكارسغارد، قائلاً: "أتذكر مشهدًا واحدًا بعد أن خنقني، قال: جاك، هل أنت بخير؟ وكنت بخير فعلياً، قلت له: نعم! كان هذا ممتع جداً! أحب ما تؤديه لإتقان الشخصية، فلنفعل ذلك مرة أخرى." فيما يتعلق بتجربته مع موسكيتي، ذكر غرازر استخدامه لسرد القصص المصورة للمشاهد بينما تم تقسيم طاقم التمثيل إلى شخصية واحدة - أنا في الواقع شعرت كأنني قريب جدًا من إيدي - كنا متمسكين بآرائنا حول الكثير من الأشياء ولم نتراجع حقًا عن آرائنا". تحدث غرازر عن تقديره لأفلام مثل ليثال ويبن 2 (1989) وباتمان (1989) التي أعطته "نظرة ثاقبة حول كيفية الارتجال أو إعادة استخدامها كمراجع."
- نيكولاس هاميلتون في دور هنري باورز.

شاب معتل اجتماعيًا يقود عصابة باورز، ويرهب نادي الخاسرين. صرّح نيكولاس هاميلتون فيما يتعلق بشخصية باورز: «ترى في الأفلام الكثير من الشخصيات التي يتمثل دورها في التنمر ليكونوا الشخصيات السيئة للشخصية الرئيسية.» استعد هاميلتون للدور من خلال دراسة تأدية جاريد بلانكارد للشخصية في مسلسل إت (1990)، حيث قال هاملتون: «شاهدت كل أجزاء الشخصية الأصلية» للبحث. تحدث بلانكارد إلى هاميلتون، حيث قدم بلانكارد له عدة نصائح حول كيفية التعامل مع بعض «السيكوباتيين» والخسة العامة. أضاف هاميلتون، من خلال شخصية باورز، أن «هناك أشياء يجب أن أفعلها وهي مخيفة حقًا وفرصة المشاركة في جانب الاضطرابات الذهانية كانت ممتعة حقًا.» بالإضافة إلى ذلك، تحدث هاميلتون عن مشهد مشترك مع راي تايلور، حيث كان عليه أن «يرهبهم بالجحيم ويخرج منه بشكل صحيح». سلط هاميلتون الضوء على التنمر العام في التصوير والبلطجة «في أي فيلم»، حيث قال: «باورز وعصابته هم مختلفون تمامًا. هناك قصة، هناك طبقات، إنه ضعيف في بعض الأحيان، لذلك أحب ذلك حقًا. يوجد بالتأكيد عدة أشياء لتأديتها».
- جاكسون روبرت سكوت في دور جورجي دينبرو.

الأخ البريء والحيوي لبيل دينبرو البالغ من العمر 7 سنوات، والذي كان موته على يد بينيوايز، وظهرت نتائج وفاته في أحداث الصيف المقبل.

### الفريق الإضافي
- تم تقديم أوين تيج على أنه باتريك هوكستيتر، مختل عقلياً يحتفظ بثلاجة مليئة بالحيوانات التي قتلها.[121][122][123]
- لوجان تومسون يظهر في دور فيكتور «فيك» كريس، الصديق الذي لا ينفصل عن هنري باورز.[124][125][126]
- جيك سيم يظهر في دور ريجنالد «بيلش» هوجينز، العضو الأكبر والأقوى والأكثر حماقة في عصابة باورز.[120]
- يظهر خافيير بوتيت في دور الأبرص، وهو رجل مشرد متعفن يصادف إيدي كاسبراك تحت شرفة المنزل.[127][128][129]
- يظهر تاتوم لي في دور جوديث، أحد إبداعات إت المرعبة.[130]
- يظهر ستيفن وليامز في دور ليروي هانلون، الجد الداعم لمايك هانلون الذي يدير مسلخًا قريبًا.[120]
- ستيفن بوغارت يظهر في دور ألفين مارش، الأب المسيء لبيفرلي مارش.[131]
- يظهر جيفري بونسيت في دور زاك دينبرو، والد بيل وجورج دينبرو.[132]
- تظهر بيب دواير في دور شارون دينبرو، والدة بيل وجورج دينبرو الحنونة والمحبة.[120]
- يظهر آري كوهين في دور الحاخام يوريس، والد ستانلي أوريس ومعلمه للديانة اليهودية.[132][133]
- يظهر ستيوارت هيوز في دور أوسكار «بوتش» باورز، وهو ضابط عنصري، ومسيء في إدارة شرطة ديري، وهو والد هنري باورز. لدى بوتش كراهية شديدة لعائلة هانلون، وخاصة لـ ليروي.[132]
- تظهر ميجان تشاربينتير في دور جريتا بوي، وهي طالبة متعجرفة في فصل السيدة دوغلاس وزميلة في نادي لوزرز في مدرسة ديري المتوسطة، والتي تعيش في المناطق الأكثر ثراءً من ديري.[132][134]

## الإنتاج
كان المشروع قيد التطوير منذ عام 2009. مر التعديل المقترح للفيلم بمرحلتين رئيسيتين من التخطيط: في البداية مع كاري فوكوناجا من 2009 إلى 2015، مع المساهمات المبكرة لكاتب السيناريو ديفيد كاجانيتش وأندريس موسكيتي، مع إبقاء بعض كتابات فوكوناجا بسبب مساهمات السيناريو السابقة.

### ديفيد كاجانيتش (2009–2010)
في 12 مارس 2009، ذكرت مجلة فارايتي أن شركة وارنر برذرز ستجلب رواية ستيفن كينغ إلى الشاشة الكبيرة، مع تعديلات ديفيد كاجانيتش لرواية كينغ، بينما سينتج دان لين وروي لي ودوج دافيسون الفيلم. عندما علم كاجانيتش بخطط شركة وارنر برذرز لإنتاج فيلم عن كتاباته عن رواية كينغ، سعى وراء ذلك، وبدأ في محاولة العثور على هيكل يستوعب عدد كبير من الشخصيات في فترتين زمنيتين مختلفتين، حوالي 120 صفحة. كانت تريد شركة وارنر برذرز بإنتاج الرواية كفيلم طويل واحد، لكن بعد الحديث مع كاجانيتش، أصبح الفيلمان واحد من شروط الشركة مع كاجانيتش. عمل كاجانيتش مع لين ولي ودافيسون في فيلم ذا اينفاجين (2007)، وكان يعلم أنهم سيدافعون عن روايته، ويسمحون له بالوقت اللازم لإعداد مسودة أولية قوية للسيناريو. تحدث كاجانيتش عن النسخة الجديدة التي تم وضعها في منتصف الثمانينيات وفي الوقت الحاضر تعكس فجوة العشرين عامًا التي يستخدمها كينع في الكتاب وبقدر كبير من العناية والاهتمام بالخلفية الدرامية لجميع الشخصيات.
ذكر كاجانيتش أيضًا أن وارنر برذرز تمنت أن يتم تعديل التصنيف ووضعه "R" والذي عزز كاجانيتش هذا الرأي، تحدث كاجانيتش عن رغبة وارنر برذرز كفيلم واحد: «يمكننا حقًا تكريم الكتاب والتعامل مع الصدمات التي تتحملها هذه الشخصيات.». في 29 يونيو 2010، تمت إعادة كتابة السيناريو بواسطة كاجانيتش. قال أن حلمه منذ القدم أن يؤدي باستر كيتون شخصية «بيني وايز» إذا كان لا يزال على قيد الحياة، ووضح أن بيني وايز الذي كتبه في نصه هو «أقل وعيًا بمفارقاته وسرياليته.»

### كاري فوكوناغا (2012-2015)
في 7 يونيو 2012، كشفت هوليوود ريبورتر أن كاري فوكوناغا كان يتولى المشروع كمخرج وسيشارك في كتابة السيناريو مع تشايس بالمر، بينما ينتج روي لي ودان لين الفيلم، كما هو الحال مع سيث جراهام سميث وديفيد كاتسنبرغ من كاتزسميث للإنتاج. في 21 مايو 2014، أُعلن أن شركة وارنر برذرز قد نقلت الفيلم إلى قسم نيو لاين سينما، مع مهام المشرف التي يديرها والتر هامادا وديف نيوستادر من نيو لاين، جنبًا إلى جنب مع نائب رئيس الإنتاج في وارنر برذرر، نيجا كايكيندل. في 5 ديسمبر 2014، في مقابلة مع نيويورك، أعلن دان لين أن الفيلم الأول سيكون قصة بلوغ سن الرشد عن الأطفال الذين عذبهم إت، بينما سيتخطى الفيلم الثاني في الوقت الذي تتجمع فيه نفس الشخصيات معًا لمواصلة القتال كبالغين. صرح لين أيضًا أن فوكوناغا كان ملتزمًا فقط بإخراج الفيلم الأول، على الرغم من أنه تم إغلاق صفقة كتابة الفيلم الثاني، إلا أنه اختتم لين بذكر ستيفن كينغ، حيث أشار إليه: «أهم شيء هو أن [كينغ] أعطانا مباركته. لم نرغب في فعل ذلك إلا إذا شعر كينغ أن ما نفعله هو الصحيح، وعندما أرسلنا له النص الثاني، كان رده» الله معك! هذه هي النسخة التي يجب أن يقوم الاستوديو بإنتاجها. «لذلك كان هذا ممتعًا حقًا.» أكد لين أن فوكوناغا سيبدأ التصوير الرئيسي في صيف 2016.
في 3 فبراير 2015، أجرت سلايت مقابلة مع فوكوناغا حيث تحدث عن إت، ذكر أن لديه شخصًا ما في ذهنه لدور بيني وايز. في 3 مارس 2015، تحدث فوكوناغا عن الفيلم، مشيرًا بشكل خاص إلى هدفه في العثور على «الرجل المثالي للعب بيني وايز». وكشف فوكوناغا أيضًا أنه وكاجانيتش وبالمر قد غيروا الأسماء والتواريخ في النص، مضيفًا أن «الروح تشبه ما يود رؤيته في دور السينما». في 4 مايو 2015، تم الإعلان رسميًا عن الفيلم، وأن ويل بولتر قد تم اختياره ليلعب دور بيني وايز، بعد أن انبهر فوكوناغا من أدائه. تم اختيار تاي سيمبكينز للغب دور أحد أعضاء نادي الخاسرين.
في 25 مايو 2015، أُفيد أن فوكوناغا انسحب من دوره كمخرج للفيلم. وفقًا لـ ذا راب، اشتبك فوكوناغا مع الاستوديو ولم يرغب في المساومة على رؤيته الفنية في أعقاب تخفيضات الميزانية من قبل نيو لاين، والتي أعطت الضوء الأخضر للفيلم الأول بمبلغ 30 مليون دولار. ومع ذلك، أكد فوكوناغا أن الأمر لم يكن كذلك، حيث صرح بأنه كان لديه خلافات أكبر مع نيو لاين حول اتجاه القصة: «كنت أحاول صنع فيلم رعب غير تقليدي، ولم يكن ذلك ملائمًا لخوارزمية ما عرفوا أنه يمكنهم إنفاقه وجني المال حوله على أساس عدم الإساءة إلى جمهورهم العادي». وذكر أن الميزانية كانت جيدة تمامًا، بالإضافة إلى رغبته في جعل بيني وايز أكثر من مجرد مهرج. واختتم فوكوناغا بالقول: «لقد استثمرنا سنوات والكثير من القصص في الرواية. لقد وضعنا أنا وتشايس طفولتنا في تلك القصة. لذلك كان خوفنا الأكبر أنهم سيأخذون نصنا وينبذونه، لذلك أنا ممتن حقًا لأنهم سوف يعيدون كتابة السيناريو. لا أريدهم أن يسرقوا ذكريات طفولتنا ويستخدمون ذلك لتكريم كينغ. رأى كينغ مسودة قديمة وأحبها». عند رحيل فوكوناغا، كتب كينغ: «قد تكون النسخة الجديدة من إت ميتة أو غير ميتة ولكن سيكون لدينا في الحالتين تيم كاري.»

### آندي موسكيتي (2015-2017)
في 16 يوليو 2015، أُعلن أن آندي موشيتي كان في مفاوضات لإخراج الفيلم، مع بدء نيو لاين بالبحث عن كاتب جديد لتصميم سيناريو لرؤية موشيتي، مع الإعلان الذي أكد أيضًا على إمكانية مشاركة أخت موشيتي، باربارا موشيتي، كمنتجة، وانضمام ريتشارد بيرنر إلى هامادا ونيوستادر وكويكندال للإشراف على المشروع. في 22 أبريل 2016، تمت الإشارة إلى أن ويل بولتر، الذي تم استغلاله في الأصل لتصوير بيني وايز في نسخة فوكوناغا، قد انسحب من الفيلم بسبب تعارض في الجدول الزمني وأن المديرين التنفيذيين كانوا يجتمعون مع الممثلين للتصوير. في 22 أبريل 2016، أعدت نيو لاين سينما الفيلم لإصداره في 8 سبتمبر 2017.
في 30 أكتوبر 2015، أجرت فارايتي مقابلة مع موشيتي حيث تحدث عن رؤيته للفيلم، ذكر في المقابلة الممثل بولتر، قال: «سيكون بولتر خيارًا رائعًا. بالنسبة لي هو في قمة قائمتي» أكد أن الصيف المقبل هو الوقت المناسب لهم لبدء التصوير. وتقرر تصويره خلال أشهر الصيف لمنحهم الوقت للعمل مع الأطفال الذين قاموا بأدوار رئيسية في الجزء الأول من الفيلم. واستطرد موشيتي قائلاً أن «كينغ وصف أيقونية الإرهاب في الخمسينيات من القرن الماضي»، مضيفًا أنه يشعر أن هناك عالمًا كاملاً الآن «لإعادة اكتشافه وتحديثه». قال إنه لن يكون هناك أي مومياوات أو ذئاب ضارية وأن «الرعب سيكون أكثر إثارة للدهشة.» في 19 فبراير 2016، في D.I.C.E. أكد المنتج روي لي أنه تمت إعادة كتابة السيناريو الأصلي لـ فوكوناجا وتشايس بالمر، وقال لي: «نأمل أن يتم تصويره في وقت لاحق من هذا العام. لقد حصلنا للتو على ائتمان ضريبي في كاليفورنيا لكتابة دوبرمان أحدث مسودة عملت مع نسخة موشيتي، لذا فهو يُنظر إليه كفيلمين».
في 5 مايو 2016، أعرب ديفيد كاجانيتش في مقابلة مع مع موقع كولايدر عن عدم اليقين بشأن ما إذا كان سيتم استخدام مسودات السيناريو الأصلي من قبل دوبرمان وموشيتي، حيث صرح الكاتب «نحن نعلم أن هناك مخرجًا جديدًا، لا أعرف ما إذا كان سيعود إلى أي من المسودات السابقة أو يكتب من الصفر. قد لا أعرف حتى يصدر الفيلم. لا أعرف كيف يعمل! إذا علمت فأعلمني.»
في 2 يونيو 2016، تم التأكيد على أن جايدن مارتيل سيقوم بتأدية دور بطل الرواية بيل دينبرو. في 2 يونيو 2016، ذكرت صحيفة هوليوود ريبورتر أن بيل سكارسجارد كان في مفاوضات نهائية لتمثيل دور المهرج بيني وايز، حيث سيشمل فريق التمثيل أيضًا فين ولفهارد، وجاك ديلان غرازر، وويات أوليف، وتشوزين جاكوبس، وجيريمي راي تايلور. في 2 يونيو 2016، كانت هناك دعوة لـ 100 مؤدي، مع بدء مكالمة الممثلين لاختبار الممثلين من الساعة 3 مساءً حتى 7 مساءً، وبحلول الساعة 4 مساءً كان أكثر من 300 شخص مروا؛ وتمت مطالبة الممثلين أيضًا بالرجوع إلى موضة وسيارات القديمة فترة بين عامي 1970 و1989. في 18 فبراير 2016، ذكرت صحيفة هوليوود ريبورتر أن أوين تيج كان من المقرر أن يصور باتريك هوكستير. في 21 يونيو 2016، تم الإعلان رسميًا عن اختيار نيكولاس هاميلتون للعب دور هنري باورز. في 21 يونيو 2016، أفاد موقع بلودي ديسكاستنغ أنه تمت إضافة خافيير بوتيت إلى فريق التمثيل قبل وقت قصير من بدء التصوير. في 22 يونيو 2016، ذكرت ديدلاين هوليوود أن موشيتي اختار الممثلة صوفيا ليليس لتمثيل شخصية بيفرلي مارش. في 24 يونيو 2016، أفاد موقع موفي بايلوت أن ستيفن بوغارت قد تمت إضافته إلى طاقم الممثلين قبل وقت قصير من بدء التصوير، مع تأديته لشخصية المرش، والد بيفرلي مارش المسيء.
في 22 يوليو 2016، أجرت باربرا موشيتي مقابلة مع المذيعة كارين لونغويل، حيث تحدثت عن مواقع التصوير في الفيلم، مع الإشارة إلى جمال منطقة بورت هوب وهو أحد أسباب اختيارها للفيلم، بينما أضافت موشيتي «كنا نبحث عن مدينة شاعرية، واحدة من شأنها أن تكون تناقضًا قويًا مع القصة. بورت هوب هو المكان الذي تمنينا جميعًا لو نشأنا فيه: الصيف الطويل على ركوب الدراجات، والمشي بجانب البحيرة، والمنازل الساحرة ذات المروج الخضراء، والناس المضيافين.» كما ذكر موشيتي أن 360 شخصاً إضافياً من المنطقة، من الأطفال الصغار إلى البالغين، قد شاركوا في الفيلم.
في 11 أغسطس 2016، في عرض ذا سي دبليو جوائز تي سي إيه للمسلسل القادم«تردد»، تحدث المنتج دان لين عن مقارنة الفيلم مع مسلسل نيتفليكس أشياء غريبة، حيث وصفه لي بأنه «تحية لأفلام الثمانينيات»، وقال: «أعتقد أن مسلسل إشياء غريبة، ونحن نشاهده على نيتفليكس الآن، هو تكريم كبير لأفلام الثمانينيات، سواء كانت كلاسيكية ستيفن كينغ أو حتى سبيلبرغ. في فيلم قف بجانبي (1986) بقدر ما يتعلق بالترابط بين الأطفال ولكن هناك عنصر مخيف حقًا في بيني وايز.» تابع لين حديثًا عن مدى ارتباط فريق الممثلين الصغار في الأسابيع الأولى من التصوير. صرح لين قائلاً: «من الواضح أن لدينا ديناميكية رائعة بين الأطفال. إن الكيمياء الرائعة حقًا هي أمر صعب دائمًا في فيلم مثل هذا لأنك تختار أطفالًا ليس لديهم الكثير من الخبرة، ولكن انتهى بهم الأمر إلى أن يكونوا طبيعيين حقًا. كل طفل، مثل فيلم ذا غونيز (1985) أو قف بجانبي (1986)، لهم شخصية محددة جدًا وهم يشكلون نادي الخاسرين، من الواضح أننا قضينا بضعة أشهر في جعل الأطفال يترابطون والآن هم من سيحاربون هذا المهرج الشرير المخيف».
في 9 فبراير 2017، في يوم الصحافة لفيلم ليغو باتمان (2017)، أكد لين أنه سيُصنَّف R من قبل جمعية الفيلم الأمريكي، وقال ستيف وينتروب من صحيفة كولايدر، «إذا كنت ذاهبًا لعمل» فيلم مصنف«، يجب أن تتبنى ما هي عليه بشكل كامل، كما يجب عليك أن تتبنى مصدر المادة، إنه مهرج مخيف يحاول قتل الأطفال، لكن لديهم في الحقيقة مهرج مخيف سيطر على المدينة من ديري، لذلك سيتم تصنيفها على أنه R.» في 11 مارس 2017، تحدث موشيتي في مهرجان عن عنصر من مرحلة ما قبل الإنتاج في محاولته إبقاء سكارسغارد منفصلاً عن الممثلين الأطفال في الفيلم، حيث لم يتم تقديم الممثل إلى الممثلين الشباب حتى لقاء بيني وايز الأول مع الأطفال: «لقد كان شيئًا اتفقنا عليه، وهذا ما حدث في اليوم الذي ظهر فيه على المسرح، شعر الجميع بالذهول. نظر إليه بيل، وكان ارتفاعه سبعة أقدام، ولا يمكنني وصف مدى الرعب في وجه بيل. إنه رجل سلكي، رابض، يصدر أصواتًا، ينتخر، ويسيل لعابه، يتحدث باللغة السويدية في بعض الأحيان، مرعب.» ذكر موشيتي أن القصة قد تم دفعها للأمام، حيث تحولت مشاهد نادي الشاب من الخمسينيات إلى الثمانينيات، بينما وصف أيضًا حبكتهم بأنها «تتسع كثيرًا» لمواد جديدة غير موجودة في الرواية أو مسلسل 1990. ومع ذلك، قال موشيتي إنه يأمل أن يظل له نفس الصدى العاطفي الذي أحدثه الكتاب له عندما قرأه لأول مرة: «الأمر كله يتعلق بمحاولة ضرب الجوهر والقلب.»
في 12 يوليو 2017، تحدث موشيتي في مقابلة مع المجلة الفرنسية ماد موفيز، عن تطويره للفيلم المصنف R، والذي سمح له بالخوض في مواضيع للبالغين، والتي تم دعمها من قبل الناس في نيو لاين سينما. وذكر أيضًا أنه «إذا كنت تستهدف فيلم PG-13، فلن يكون لديك شيء في النهاية. لذلك كنا محظوظين جدًا لأن المنتجين لم يحاولوا إيقافنا. في الواقع، كانت البوصلة الأخلاقية الخاصة بنا هي التي أظهرت أحيانًا أن بعض الأشياء تقودنا إلى أماكن لم نرغب في الذهاب إليها». في المقابلة نفسها، أضافت المنتجة باربرا موشيتي أنه كان هناك مشهد واحد فقط تم اعتباره مروّع للغاية بحيث لا يمكن عرضه في التعديل الجديد، حيث صرحت: «لن تجد المشهد الذي يعاني فيه طفل من كسر في ظهره ويلقي به في المراحيض. اعتقدنا أن هذا كان سيئًا أكثر مما ينبغي.» وأكدت موشيتي على أنه لم يتم إزالة أي شيء من الرؤية الأصلية، ولم يتم تخفيف حدة العنف من أي حدث.
في 19 يوليو 2017، في مقابلة برينت لانغ مع صحيفة فارايتي، علق المخرج موشيتي على الأشكال الوحشية التي سيتم اتخاذها، مشيرًا إلى حقيقة أنها ستكون مختلفة تمامًا عن التجسيدات الموجودة في قصة كينغ، حيث قال: «القصة هي نفسها، لكن هناك تغييرات في الأشياء التي يخاف منها الأطفال. في الكتاب هم أطفال في الخمسينيات من القرن الماضي، لذا فإن تجسيدات الوحوش هي أساسًا من الأفلام، لذا هي مثل شخصية المستئذب، والمومياء، وفرانكشتاين، ودراكولا. كان لدي نهج مختلف، أردت إظهار مخاوف أعمق، ليس فقط على وحوش الفيلم، بل على صدمات الطفولة.» بينما قال موشيتي حول المفتاح لإصدار فيلم رعب ناجح هو: «كن صادقًا مع ما يخيفك. إذا كنت لا تحترم ذلك، فلا يمكنك تخويف أي شخص.»، بينما أوضح موشيتي كيف لفت سكارسغارد انتباهه لتجسيد بيني وايز، مشيرًا إلى أنه لا يريد أن يقضي فريق الممثلين الصغار وقتًا طويلاً مع الممثل عندما لا يصورون، وشجع فريق التمثيل على «الحفاظ على مسافة» بينهم، حيث أوضح موشيتي بالتفصيل: «أردنا أن ننقل تأثير المواجهات إلى وقت دوران الكاميرات. كان من الممتع أن نرى كيف كانت الخطة ناجحة في المشهد الأول الذي تفاعل فيه بيل مع الأطفال. كان الأطفال بالفعل، قد خافوا بالفعل من بيل. إنه مخيف للغاية لأنه مكون من ستة إلى أربعة أشخاص ولديه كل هذا المكياج».

### التصوير

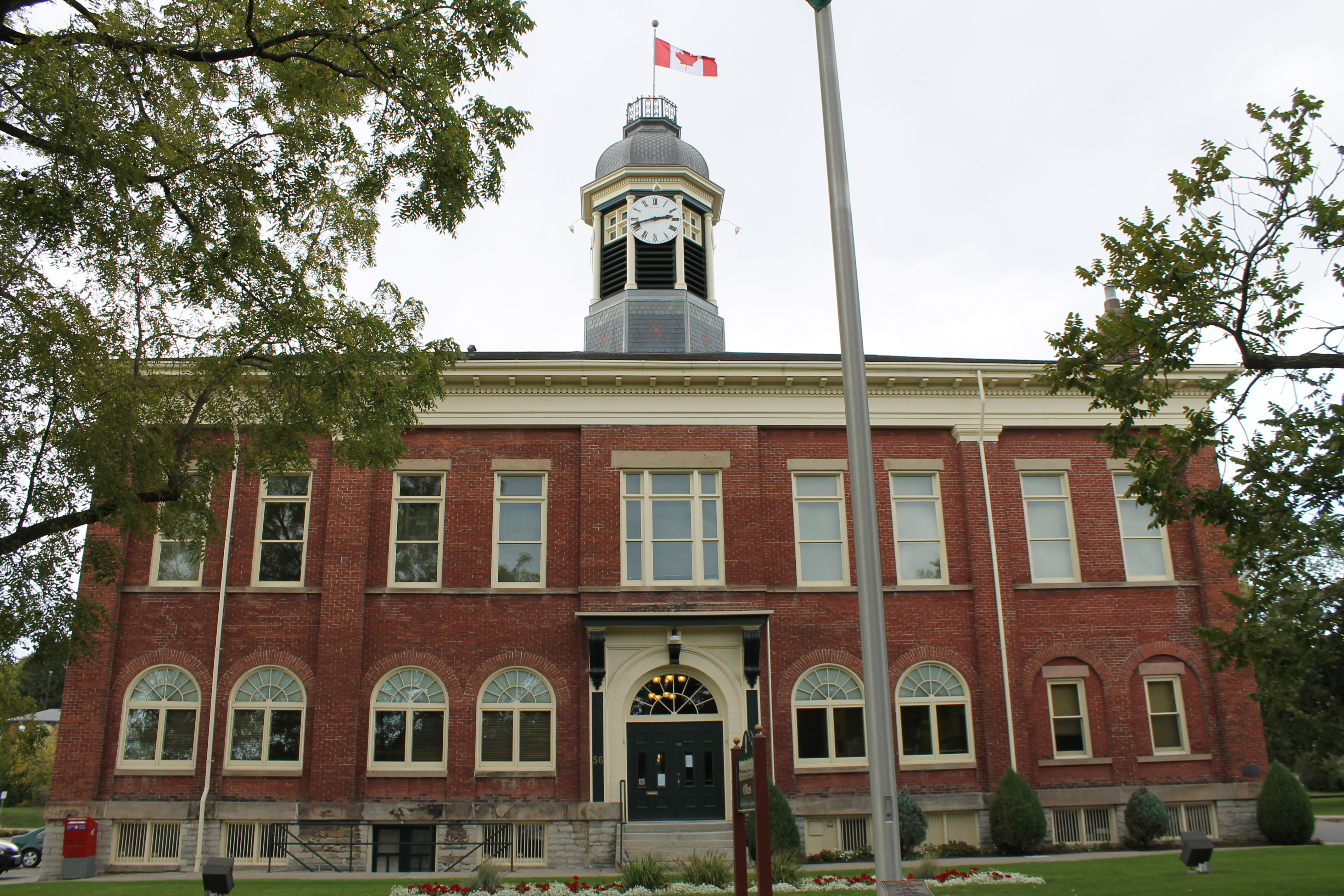
خضعت منطقة بورت هوب لعدد من التغييرات لتحويلها كمدينة ديري في الرواية.

ذهبت مصممة الإنتاج مارا إلى بانجور، مين، لتحديد المواقع بما في ذلك صنبور توماس هيل، تم تأكيد مواقع التصوير في 31 مارس 2015 منها ووتروركس في نهر بينوبسكوت. قالت مارا أنه خلال جولتها كانوا يأملون في تصوير بعض المشاهد في المدينة وربما الحصول على بعض اللقطات الجوية، على الرغم من أن المواقع الرئيسية حاليًا لغالبية التصوير للفيلم موجودة في يونكيرس وفي شمال نيويورك. في 31 مايو 2016، تم تأكيد أن شركة ثيرد آكت بروداكشنز قد تقدمت بطلب لتصوير مشاهد داخلية وخارجية للفيلم في بلدية بورت هوب، مع تحديد موعد التصوير في مواقع مختلفة في جميع أنحاء البلدية من 11 يوليو 2016 حتى 18 يوليو 2016. تم التأكيد على أن التصوير الفوتوغرافي الرئيسي بدأ في تورنتو، مع وجود جدول تصوير أصلي من 27 يونيو إلى 6 سبتمبر 2016.
في 8 يوليو 2016، خضعت بورت هوب لعدد من التغييرات لتحويلها إلى مدينة ديري كما هي موصوفة في رواية كينغ؛ أصبحت قاعة بلدية بورت هوب الآن تحت مسمى مكتبة ديري العامة، أصبح مركز بورت هوب للسياحة الآن مكتبًا لمدينة ديري، وحدة جاناراسكا المالية هي الآن مونتغمري المالية، تم تغيير واجهة متجر جولدز شوز في شارع والتون إلى جزار، تم تغيير واجهة متجر آفانتي هير ديزاين إلى محل حلاقة توني، تم تغيير واجهة المتجر الفارغة في 36 شارع والتون إلى ريلاينس كلينرز، تم تغيير واجهة متجر كوين ستريت تاتو إلى ديري سكوب، تم وضع تمثال من بول بنيان في حديقة ميموريال، أعلام الولايات المتحدة معلقة الآن في مكان الأعلام الكندية في وسط المدينة، ويظهر مسرح بورت هوب وهو يعرض فيلم باتمان (1989) والسلاح القاتل (1989)، مما يؤكد على محيط الفيلم كما هو مكتوب في عام 1989.
في 11 يوليو 2016، تم التصوير الأولي في بورت هوب تاون هول، النصب التذكاري للحديقة، كوين ستريت بين شارعي والتون وروبرتسون ومسرح الكابيتول. في 12 يوليو 2016، بدأ التصوير بين تقاطع شارع ميل وشارع والتون، جسر شارع والتون، وأمام وخلف شارع والتون 16-22 وقاعة مدينة بورت هوب. وشملت مواقع التصوير الأخرى في شارع كوين بين شارع والتون وروبرتستون، وميموريال بارك، في 13 يوليو. كما ورد في 14 يوليو، أن التصوير قد تم إعداده في الزقاق بين شارع غولدز شوز وأفانتي هير ديزاين، وشارع جون وهايوارد. كان التصوير في 15 يوليو 2016 في شارع كافان بين هايلاند درايف ورافين درايف، وشارع فيكتوريا الجنوبي بين شارع ترافالغار وشارع سوليفان. انتقل التصوير إلى شارع كافان بين هايلاند درايف ورافين درايف، وشارع فيكتوريا جنوبًا بين شارع ترافالغار وشارع سوليفان في 15 يوليو. انتهى التصوير في بورت هوب في 18 يوليو، في أدوية واستونز غاديان.
تم اختيار أوشاوا من قبل منتجي إت كموقع تصوير تالي، وفي 20 يوليو 2016، تم إرسال إخطارات التصوير إلى المنازل لإعلام السكان بتصوير تكيف جديد سيبدأ التصوير في المنطقة من 5 أغسطس حتى 8 أغسطس 2016، تم الإرسال إلى منطقة شارع يولالي وشارع جيمس، بالقرب من وسط مدينة أوشاوا. في 29 يوليو 2016، أُعلن أن الطاقم كان مشغولاً هناك في الطرف المنتهي من شارع جيمس؛ إذ قاموا ببناء التصوير على شكل منزل قديم متهالك. كما لوحظ أن الهيكل عبارة عن واجهة مبنية حول سقالة استخدمت في اللقطات الخارجية. تكون التصوير من وحدات تم نقلها بالشاحنات ووضعها في مكانها بواسطة نجار IATSE.
في 18 يوليو 2016، وصلت فرق الإنتاج إلى ريفرديل، تورنتو، مع بدء التصوير في منطقة 450 باب افي، والتي تعد موطنًا لمبنى تراثي كان حوالي عام 1902 يُدعى كرانفيلد هاوس، استمر التصوير حتى 19 أغسطس 2016. أفادت الأنباء في 4 سبتمبر أن التصوير انتهى في أوشاوا، والتي شملت موقع المنزل المسكون، وكذلك في شارعي كورت وفيشر. تم تأكيد انتهاء التصوير الرئيسي في تورنتو في 21 سبتمبر 2016، مع تعديل جدول التصوير في الفترة من 27 يونيو إلى 21 سبتمبر 2016، وتم بعدها الإعلان عن بدء مرحلة ما بعد الإنتاج مبدئيًا في 14 سبتمبر 2016.

### سينماتوغرافيا
تم تصوير الفيلم بتقنية آري آليكسا وآليكسا ميني بنسبة امتداد موزعة تبلغ 2.39:1 بواسطة تشونغ هون. بالنسبة لعدسات التصوير الفوتوغرافي، استخدم تشونغ Panavision G Series Anamorphic Prime وAngenieux Optimo، وPrimo Prime حيث ذكر تشونغ أنه يستخدمها «عندما أراد موشيتي استخدام عدسة أوسع أو يحتاج إلى مساحة إطار أكبر للتأثيرات المرئية. مظهر العدسات هي نفسها تقريبًا، أقوم بخلطها كثيرًا فتصبح الصورة بشكل جيد». كانت مناقشات المصور السينمائي تشونغ والمخرج موشيتي حول إضاءة درجة الحرارة في فيلم «إت»، حيث أراد موشيتي صيفًا حارًا يتعرق فيه الجميع طوال الوقت، كما كان معجبًا بلمعان وجوه الشخصيات في الفيلم. كما ناقش كل منهما عن مسألة التوازن بين جعل شيء ما واقعياً مع مؤامرة الفيلم. فكر تشونغ في فكرة البحث عن الفترة الزمنية لـ «إت»، لكنه شعر في النهاية بأن شعور الثمانينيات قد تم نقله من خلال جلسات تصوير كلود باري وأعمال جاني براينت، حيث قال تشونغ: «محاولة صنع فيلم في الثمانينيات يبدو مثل الثمانينيات، يمكن أن يكون شيئًا خطيرًا.» في البداية، كان يفكر في التصوير باستخدام قواعد ومعدات الإضاءة في الثمانينيات، لكن شعر لاحقًا بأنه غير ضروري، وما دعم الفكرة أنه كان موشيتي يحاول التقاط مظهر طبيعي.
وجد موشيتي أن الإضاءة السائدة في الثمانينيات مصطنعة للغاية، وبالتالي فضل التصوير من خلال النوافذ والارتداد عن الأرض، مما سمح له بنقل شعور الألفة بين الشخصيات، مع الإعجاب بنهج الإضاءة الخلفية المقلقة والأضواء الناعمة. تحدث تشونغ عن تجربته في فيلم ستوكر (2013)، والتي علمته كيفية الإضاءة بسرعة باستخدام مصدر واحد: «أشعر بأنني محظوظ لأن بعض المخرجين سيقولون دائمًا، هل يمكنك إضفاء مزيد من الضوء؟ لكن هذا الفيلم طبيعي للغاية. مسؤوليتي تجاه الجمهور هي إخبار القصة، وإذا كنت تريد أن يخيف هذا الفيلم الناس، فإن المشاهد الطبيعية هي الأفضل».

### المونتاج السينمائي
تحدث محرر الأفلام جايسون بالانتين عن الاختلاف في السرعة والإيقاع الذي يأتي مع الرعب في الفيلم، حيث تم تقسيم القصة إلى لقاءات فردية مع بيني وايز لكل شخصية، مما يتطلب نهجًا معينًا. كان على كل مقطع أن يكون لديه الإيقاع المناسب والإعداد لرعب القفزة الحتمية، والذي أوضحه: «لقد كنا مدركين بالتأكيد لمحاولة مزج الإيقاعات. أصبحت كل مواجهة أكثر تفصيلاً إلى حد ما لقفز الخوف من حيث كان التجميع الأول طويلًا بشكل كبير، لذا كان هذا يعني أنه يجب تقليل وقت العرض، إما من خلال تشديد التسلسلات الموجودة أو حتى حذف المشاهد.»
عند الاقتراب من نهاية تعديل مشهد في الفيلم، يرسم بالانتين مخطط سير العمل اليومي مع موشيتي للبحث في ما قاما بتجميعه معًا. عند استلام الجرائد اليومية، نظر بالانتين في اللقطات ليرى ما إذا كان بحاجة إلى أي التقاطات أو إعادة تصوير ليعود إلى التصوير، مما أدى إلى أن بيرس رومر وإليوت ترايجر وفيران بانش ودانييل ميلر قاموا بالتأكد من أن جميع اللقطات قد تم نسخها قبل أن يعود للتنسيق. من هناك، طلب بالانتين من مساعديه ترتيب الاختيارات بترتيب النص حتى يتمكن من فهم الهيكل بشكل أفضل، بالإضافة إلى العمل بوتيرة أسرع دون القلق بشأن الضياع في اللقطات. بمجرد حصول بالانتين على جزء كبير من العناصر المحددة بالترتيب الذي يريده، سيكون المنتج النهائي من تلك الدُفعة حوالي ثلث الطول الأصلي للفيلم.

### التصاميم

#### تصميم الصوت
كان كريس جنكينز ومايكل كيلر مهندسي الصوت للفيلم، وهما المكلفان بمزج الأصوات، بينما أشرف محرر الصوت فيكتور راي إنيس على العملية. كان المخرج موشيتي واضحًا لمهندسي الصوت حول كل جانب من جوانب الصوت، خاصةً عندما يتعلق الأمر بالديناميكيات. خلال المزج النهائي، أجرى موشيتي تعديلات على لحظات الذروة والإنخفاضات في تصميم الصوت والموسيقى، والتي صرّح بها مصمم الصوت بول هاكنر «كان ذلك في هذه اللحظات عندما يُنظر إلى الصمت، الذي تم إنشاؤه بواسطة عابرات صغيرة مثل قطرات الماء وصرير القدم، أو الصمت الفعلي مما أدى إلى مزيج ديناميكي.»

### التأثيرات البصرية
كان نيكولاس بروكس هو المشرف العام على المؤثرات المرئية وعملت شركة المؤثرات المرئية Rodeo FX على معظم المؤثرات المرئية في الفيلم، وتم العمل على 95 لقطة في الفيلم. تم تكليف Rodeo FX بإنشاء عدد من الصور المنشأة بالحاسوب إما لتعزيز أو حتى استبدال بيني وايز الخاص ببيل سكارسجارد بالكامل، من بين الأمور الأخرى هو الخزان العملاق المهجور في قلب بيني وايز. من وجهة نظر فنية وإبداعية، شكلت الأشكال المختلفة التي تم إنشاؤها لـ بيني وايز تحديًا كبيرًا لفرق عمل FX في النمذجة والتزوير والخلق. تم إحضار شركة المؤثرات المرئية Atomic Arts في البداية لإنشاء تسلسل القارب الورقي للفيلم، والذي يغطي الكثير من المقطورات الأولى، والتي تم استخدام جميع اللقطات فيها في الفيلم النهائي وحصلت الشركة على العديد من اللقطات في نسخة موشيتي. سلطت Atomic Arts الضوء على التحديات في إنشاء تسلسل القارب الورقي، حيث أطلق موشيتي وتشونغ فيه أشعة الشمس الساطعة. عملت الديناميكيات المدمجة على تأثيرات الماكياج الخاصة عليها.
صرحت المنتجة باربرا موشيتي أنها ستستخدم الصور المنشأة بواسطة الكمبيوتر كأداة دعم في كل الظروف؛ وليس كعنصر قائم بذاته فيما يتعلق بعلاقته بالتأثيرات العملية، حيث صرحت "في كل فيلم، في هذا اليوم وهذا العصر، هناك بعض الصور المنشأة بالحاسوب، لكننا سنستخدمها بأقل قدر ممكن. تحدث آندي موشيتي أن الفيلم يحتوي على كمية صغيرة من الصور المنشأة بالحاسوب، مع وجود جزء كبير من تركيب بيني وايز لوجه سكارسغارد.

## المواضيع
يوجد في الفيلم عدة مواضيع، بشكل عام، إنها قصة عن فقدان البراءة مع مواضيع الخوف والوفاة والبقاء على قيد الحياة. لاحظ موشيتي في الفيلم عناصر البلوغ والتقدم في السن وقضايا الفناء، حيث ذكر أن مثل هذه الموضوعات سائدة في كتابات كينغ، على الرغم من أنها في الواقع تحدث بطريقة أكثر تقدمًا، هناك فقرة في روايك "إت" تنص على أن "أن تكون طفلاً فتتعلم كيف تعيش، وعندما تكون بالغاً تتعلم كيف تموت". هناك القليل من الاستعارة بهذا الأمر، وهو يحدث فقط بطريقة وحشية للغاية، بالطبع".
كما ذكر توصيف بيني وايز في موضوع البقاء على قيد الحياة، حيث هناك مقطعًا في الرواية الذي ألهم موشيتي، وهو عندما يتساءل بيل عما إذا كان بيني وايز يأكل الأطفال لمجرد أن هذا ما قيل عما تفعله الوحوش، في قوله «معلومات، قليلة، ولكنها تظل عالقة في ذهنك كثيرًا. ربما يكون ذلك حقيقيًا طالما أن الأطفال يؤمنون به. وبطريقة ما، فإن الدافع وراء شخصية بيني وايز هو البقاء على قيد الحياة. ولكي يبقى على قيد الحياة في خيال الأطفال، يجب عليه الاستمرار في القتل.» بينما يعترف موشيتي بأنه فيلم رعب، فقد شعر أيضًا أنه ليس مجرد فيلم رعب: «إنها قصة عن الحب والصداقة والعديد من المشاعر الجميلة الأخرى.»

## الموسيقى التصويرية
في 23 مارس 2017، أُعلن أن بنيامين والفيش هو مؤلف موسيقى الفيلم. ذكر والفيش أن جيري غولدسميث، وجون ويليامز، وآلان سيلفستري، بالإضافة إلى تأليف ديف جروزن لفيلم ذا غونيز (1985)، كان لهم تأثير كبير على الموسيقى الفيلم، حيث شعر بشغف شديد تجاه «الأسلوب الموضوعي الكبير للموسيقى»، وإن كان يرغب في نفس الوقت في تجاوز فكرة أنها ستكون مقطوعة أوركسترالية بحتة. وفقًا لوولفيش، كان عليه أن يطور موضوعًا موسيقيًا لبيني وايز والذي تضمن إيجاد وإنشاء موسيقى يمكن أن تصيب جميع الألحان الأخرى حيث توجد العديد من الموضوعات في الفيلم ولكن نتيجة بيني وايز هي نغمة طفولية هادئة للغاية ومهمشة باستخدام أوتار عالية جدًا. تحدث وولفيش عن موسيقى بيني وايز الثانية، المستوحاة من تمثيل سكارسغارد، والذي استخدم فيها أغنية الأطفال القديمة "Oranges and Lemons"، والتي كانت تزعجه دائمًا عندما كان طفلاً: «كنا نعلم أننا نريد نوعًا من أغنية الأطفال للدلالة على المونولوج الداخلي الغريب والمجنون لبيني وايز. كما أنني أستخدم بمهارة أجزاء لحنية معينة منه في موسيقى أخرى، على سبيل المثال موسيقى البيانو التي تفتتح الفيلم وتنهيه».
كتب بنجامين والفيش جميع أغاني الفيلم.
| 1.  | "Every 27 Years"                 | 2:36 |
| 2.  | "Paper Boat"                     | 1:55 |
| 3.  | "Georgie, Meet Pennywise"        | 3:38 |
| 4.  | "Derry"                          | 2:25 |
| 5.  | "River Chase"                    | 2:09 |
| 6.  | "Egg Boy"                        | 2:44 |
| 7.  | "Beverly"                        | 1:20 |
| 8.  | "Come Join the Clowns, Eds"      | 1:20 |
| 9.  | "You'll Float Too"               | 3:20 |
| 10. | "Shape Shifter"                  | 1:42 |
| 11. | "Hockstetter Attack"             | 2:15 |
| 12. | "Haircut"                        | 4:15 |
| 13. | "Derry History"                  | 2:48 |
| 14. | "January Embers"                 | 1:05 |
| 15. | "Saving Mike"                    | 1:15 |
| 16. | "This Is Not a Dream"            | 2:08 |
| 17. | "Slideshow"                      | 2:00 |
| 18. | "Georgie's Theme"                | 1:42 |
| 19. | "He Didn't Stutter Once"         | 1:33 |
| 20. | "29 Neibolt St."                 | 4:17 |
| 21. | "Time to Float"                  | 3:04 |
| 22. | "It's What It Wants"             | 1:19 |
| 23. | "You'll Die If You Try"          | 4:38 |
| 24. | "Return to Neibolt"              | 2:31 |
| 25. | "Into the Well"                  | 2:05 |
| 26. | "Pennywise's Tower"              | 1:48 |
| 27. | "Deadlights"                     | 2:04 |
| 28. | "Searching for Stanley"          | 2:28 |
| 29. | "Saving Beverly"                 | 3:36 |
| 30. | "Georgie Found"                  | 1:53 |
| 31. | "Transformation"                 | 0:58 |
| 32. | "Feed on Your Fear"              | 2:34 |
| 33. | "Welcome to the Losers Club"     | 3:05 |
| 34. | "Yellow Raincoat"                | 1:43 |
| 35. | "Blood Oath"                     | 3:11 |
| 36. | "Kiss"                           | 0:54 |
| 37. | "Every 27 Years (Reprise)"       | 2:07 |
| 38. | "Epilogue – The Pennywise Dance" | 0:36 |

## الإصدار
تم عرضه لأول مرة في مسرح Grauman's Chinese، في 5 سبتمبر 2017 في هوليوود، كاليفورنيا، بعد عرضه كمعاينة في BFI Southbank في لندن، إنجلترا في 4 سبتمبر 2017، أثناء اختياره لعرضه باعتباره الفيلم الافتتاحي لمهرجان الخيال السينمائي في ميونيخ، ألمانيا في 6 سبتمبر. تم إصدار الفيلم في 28 دولة، بما في ذلك الدول الأوروبية (مثل روسيا وهولندا)، ودول الشرق الأوسط (مثل مصر والإمارات العربية المتحدة)، ودول أمريكا اللاتينية / الكاريبي (مثل البرازيل وبنما)، وأستراليا، ونيوزيلندا في 7 سبتمبر؛ 15 دولة بما في ذلك المملكة المتحدة ودول أوروبية وآسيوية إضافية، والإضافة إلى أمريكا الشمالية في 8 سبتمبر. في 9 سبتمبر، عُرض الفيلم في مهرجان دوفيل السينمائي في دوفيل، فرنسا، حيث افتتح في قسم الشريط الجانبي الرسمي، البريميرز. تم اختياره للعرض في مهرجان داون تاون تايتو الدولي للسينما الكوميدية في طوكيو، اليابان في 17 سبتمبر. تم اختيار الفيلم ليكون الفيلم الافتتاحي لمهرجان سلاش فيلم في فيينا، النمسا، في 21 سبتمبر، قبل إنحناءه الأخير في إيطاليا في 19 أكتوبر، وفي اليابان في 3 نوفمبر 2017. في 7 مارس 2017، أعلن ستيفن كينغ عن عنوان الفيلم كـ«جزء 1 - نادي الخاسرين» (بالإنجليزية: Part 1 – The Losers’ Club'). في 8 سبتمبر، تم افتتاحه في إجمالي 615 عرض آيماكس عالميًا ومن بينهم 389 شاشة في أمريكا الشمالية.
قبل أيام قليلة من إصداره، ذكرت فارايتي أن الفيلم حطم الرقم القياسي لمبيعات ما قبل البيع لتذاكر الفاندانغو ليصبح أعلى فيلم رعب في مرحلة ما قبل الإصدار، متجاوزًا نشاط خارق 3 (2011)، بالإضافة إلى تسجيل الرقم القياسي باعتباره أفضل ما قبل البيع على الموقع الإلكتروني بين إصدارات سبتمبر، بفوزه على سولي (2016). ذكرت فارايتي أيضًا أن موقع MovieTickets.com ذكر أنه يمثل 54.4٪ من جميع التذاكر المباعة حتى 6 سبتمبر، حيث باع 8 أضعاف تذاكر آنابيل: التكوين (2017) خلال يومين قبل الافتتاح، وستة أضعاف إجماليالشعوذة 2 (2016) قبل يومين من الافتتاح، و 15 ضعف من التطهير: عام الانتخابات (2016) في نفس النقطة في دورة المبيعات. ذكرت ذا راب أن الفيلم حطم الرقم القياسي لمبيعات تذاكر فاندانغو ليصبح أفضل بيع لفيلم رعب في الأسبوع الثاني على الإطلاق، متجاوزًا اخرج (2017) بمقدار الضعف.

### التسويق
بدأ الموقع الرسمي لـIt في 31 أغسطس 2016 بتقديم حملة تسويقية ومخطط تفاعلي للترويج للفيلم. قام الموقع ببث المقطع الدعائي الثالث بالإضافة إلى احتوائه على صور ومقاطع فيديو ولعبة 8 بت اسمها "It: Enter the Sewer". في 31 يناير 2016، نشر موشيتي على الانستغرام الخاص به رسمًا لهيئة بيني وايز النهائية، للاحتفال ببدء مرحلة ما قبل الإنتاج. بدءًا من 11 يوليو 2016، نشر موشيتي مجموعة متنوعة من ملصقات الأشخاص المفقودين لأطفال منطقة ديري، بما في ذلك بيتي ريبسوم وريتشي توزير وبول جرينبيرغ وجوناثان تشان وتانيا مكغوان.
ظهرت أول صورة رسمية لـIt في 13 يوليو 2016 للترويج للفيلم، حيث ظهر الهيئة الأولية للممثل سكارسغارد بدور بيني وايز، بالإضافة إلى مقابلة مع سكارسغارد، أجراها أنتوني بريزنيكان. كتب توماس فريمان من مكسيم أن "سكارسغراد في زي كامل ومرعب، من الواضح أنه حصل على ما يلزم لملء أكثر إبداعات كينغ الرهيبة، والتي تحفز على الكابوس." المظهر الذي لا ينحرف بشكل جذري عن جمالية دور كاري لبيني وايز، وأجرؤ على القول بأن لديه نظرة أكثر إغراءً بشكل مخيف للشكل الذي كان غائبًا عن تفسير كاري."
في 16 أغسطس 2016، أصدرت مجلة انترتينمنت ويكلي صورة كاملة لزي سكارسجارد ببدور بينيوايز للترويج له، كما تم إصدار مقابلة مع مصممة الأزياء جاني براينت. كان داميون داماسك من JoBlo.com مغرمًا بالتصميم الجديد، رغم أنه كان يتفهم أن الآخرين يرفضونه. صرح داماسك «إحدى الشكاوى الرئيسية هي أنه بدا مخيفًا للغاية بشكل تلقائي، وأن أحد الأسباب التي تجعل بيني وايز يختار مظهره هو خداع الأطفال وإغرائهم.» لاحظ ديف ترامبور من Collider.com أن «هذا الشخص سوف يقسم بعض الناس. إنه ليس قريبًا من أن يكون فضفاضًا أو ملونًا مثل الذي ارتداه تيم كاري ولكن من المؤكد أن الإصدار الجديد لديه الكثير من التفكير والنوايا وراء إنشائه.» أطلق جوناثان باركان من بلودي ديسكاستنغ على الصورة الأولى من «لفت الانتباه والفضول». ثم صرح باركان «لا أعرف ما إذا كان ذلك فضولًا مرضيًا أو أمنيات مفعمة بالأمل، لكن الاستجابة العامة لوجهه وماكياجه بدت إيجابية للغاية!».
في 9 مارس 2017، أعلنت نيها عزيز من ساوث باي ساوث واست أن من المقرر أن يظهر موشيتي بحدث بعنوان، Face Your Fears، لمشاركة لقطات من الفيلم أثناء مناقشة إلهامه وتأثيراته. في 11 مارس 2017، عرضت نيو لاين سينما ترويجها للفيلم، من خلال إطلاق مقطورة دعابة ومشهد في مهرجان ساوث باي ساوث واست. أعلنت تريس ثورمان من بلودي ديسكاستنغ عن المقطع الدعائي: "ربما كانت 90 ثانية من اللقطات، لكنها كانت 90 ثانية من اللقطات المثيرة للإعجاب فيما يتعلق بالمضايقات، إنها واحدة من أفضل ما شاهدته على الإطلاق. أشاد جوناثان باركان من دريد سينترال بالمشهد، وقال: "من الواضح أن الأطفال بارعون جدًا في العمل مع بعضهم البعض. كان هناك تناغم رائع بين الأربعة كان من الرائع رؤيته ومن الواضح أن موشيتي عمل بجد لضمان تصديقه من الجمهور." لاحظ إريك فيسبي من Ain't It Cool News إن "هذا المشهد يظهر لنا السمات الرئيسية لمعظم أعضاء نادي الخاسرين في تسلسل واحد. لقد أحببته لهذا السبب."
في 28 مارس 2017، أصدرت نيو لاين مقطعًا دعائيًا مدته 139 ثانية للترويج له، بعد أن نشرت مقطع دعائي مدته 19 ثانية وملصق الإصدار الدعائي للفيلم في اليوم السابق، وللعارضين في سينماكون. أعلن توم فيليب من جي كيو عن المقطع الدعائي ودرجاته اللونية بقوله: «زوايا مظلمة في كل مكان وإحساس منتشر بالهلاك المطلق، حتى في المشاهد التي لا يلوح فيها المخلوق. مشهد العرض هذا!» أشاد مايكل جولد من صحيفة نيويورك تايمز بالمقطع الدعائي، وقال: «هناك دائمًا توتر في الأوتار الوترية المستمرة للموسيقى التصويرية، وهي تشبع كل شيء بالتشويق والظلام.» وصرّح برايان رافتري من مجلة وايرد «إن اللحظة الأكثر رعبًا في الدعاية لا تحتوي على أي دماء أو تعثر؛ بل تتضمن جهاز منزلق غير ملائم وابتسامة مهرج بالكاد يمكن تمييزها. لا شيء في المشهد الدعائي لـ إت يبدو وكأنه تشويق رخيص، بل هو أكثر إثارة.» كان رد فعل ويليام إيرل من IndieWire إيجابيًا على تصميم الإنتاج «المتميز» لمدينة ديري في الإعلان. وصل المقطع الدعائي إلى 197 مليون مشاهدة في أول 24 ساعة له، محققًا رقمًا قياسيًا جديدًا باعتباره المقطع الدعائي الذي حصل على أكبر عدد من المشاهدات في يوم واحد. بالإضافة إلى كسر الرقم القياسي لـ فاست أند فيوريس 8 (2017)، وتجاوز أعداد الأرقام القياسية السابقة للمقاطع الدعائية، والتي احتفظ بها الجميلة والوحش (2017)، وخمسون ظلا أكثر إظلاما (2017)، وحرب النجوم: القوة تنهض (2015).
في 7 مايو 2017، تم عرض مقطع دعائي ثانٍ، مدته 137 ثانية، في حفل جوائز إم تي في للأفلام في لوس أنجلوس، كاليفورنيا، للترويج لـ«إت»، مع عرض مقتطفات في المعاينة الجديدة من الفيلم حيث يبحث «نادي الخاسرين» عن العديد من ضحايا بيني وايز. شعر دانييل كريبس من رولينغ ستون أن مقتطف الفيلم «كان مشابهًا في البداية لـ قف بجانبي (1986)، حيث كان نادي الخاسرين يتلاعبون حول»المياه الرمادية«، وسرعان ما تتبع ذلك سلسلة من الصور المخيفة قبل أن ينتهي المقطع الدعائي في بيني وايز وهو يقوم بحيل البالون التي لا يمكن تصورها لإغراء أحد الضحايا». أشاد مات جولدبيرج من Collider.com بالمشهد الدعائي، وقال:«هذا المقطع الدعائي الجديد يلعب حقًا دور الأطفال ومخاوفهم. إنها خطوة ذكية، لأنه إذا ظهر جزء ثان، سوف ينظر إلى الأطفال كبالغين، ولذلك سوف يضيع هذا الجانب.» تحدث جاك توملين من ديجيتال سباي عن الوضوح في فيلم موشيتي الذي استمر في الشعور «المخيف مثل الجحيم» الذي أعطاه أول المقطع الدعائي. في 13 يوليو 2017، أصدرت مجلة انترتينمنت ويكلي مجموعة من الصور الجديدة والمفاهيم مثل عرين بيني وايز، وذلك للترويج للفيلم، كما ظهر تعليق من المخرج آندي موشيتي حول الفيلم. في 19 يوليو 2017، عرضت نيو لاين سينما ترويجها للفيلم، من خلال إطلاق ثلاث اللقطات في سان دييغو كومك كون إنترناشونال، قبل عرض متقدم لفيلم أنابيل: التكوين (2017). في 20 يوليو 2017، كجزء من الحملة التسويقية لشركة وارنر برذرز، تم إحضار تثبيت واقع افتراضي مستوحى من الفيلم في سان دييغو كومك كون، والذي كان يقع في المنطقة التفاعلية على الجانب الآخر من بيتكو بارك حتى 23 يوليو.
في 27 يوليو 2017، كشفت شركة وارنر برذرز عن مقطع دعائي ثالث للترويج للفيلم. كتبت كايتلين تيفاني من ذا فيرج أن «آخر 20 ثانية من هذا المقطع الدعائي عبارة عن مونتاج من الكوابيس، بما في ذلك مشهد المرحاض المليء بالدماء» شعر مايك ميلر من بيبول في المقطع الدعائي أنه «واحد من أكثر المشاهد الجديدة إثارة للقلق، حيث تم الكشف في المقطع الدعائي يقدم عن غرفة مليئة بالمهرجين المخيفون من جميع الأشكال والأحجام.» كتب رايان باركر من هوليوود ريبورتر «هذا المقطع الدعائي رائع حيث شعرت بالخروج تمامًا، وهو تغيير لطيف في سرعة هذا المقطع الدعائي، لكن هذا المقطع الدعائي يجعل بشرتي تنمل، وهو ما يتقن كينغ فعله في كتبه.» في 11 أغسطس 2017، تم إرفاق مقطع فيديو ممتد مدته أربع دقائق من مطبوعات أنابيل: التكوين (2017)، كجزء من حملتها التسويقية، والتي تضمنت مقدمة كتبها ستيفن كينج، قبل شهر من الإصدار. وصف جون سكوايرز من بلودي ديسكاستنغ أن سكارسجارد «يقود الشاشة باسم بيني وايز، حيث أدائه سيذكر الكثيرين لهيث ليدجر بدور الجوكر في فارس الظلام (2008).» كتب كوفي اوتلاو من بوب كلتشار كتب أن «سكارسغراد تفوق في تصوير بيني وايز كشيء ليس من هذا العالم، تظاهر بأخذ شيء يمكن للعقل فهمه، يبدو أننا سنحصل على أداء جيد جدًا من سكارسغراد.» في 14 أغسطس وحتى 10 سبتمبر، أعلنت شركة وارنر برذرز ونيو لاين سينما عن تجربة منزل مسكون يُدعى The IT Experience: Neibolt House، وتقع أحداثهفي بوليفارد هوليوود، وفاين ستريت التي تضمنت مشاهد غامرة مستوحاة من الأفلام كاملة مع أدوات تصوير أصلية للترويج له.

## الاستقبال

### شباك التذاكر
بلغ إجمالي أرباحه 328.8 مليون دولار في الولايات المتحدة وكندا، و373 مليون دولار في أقاليم أخرى، ليصبح المجموع العالمي 701.8 مليون دولار، مقابل ميزانية إنتاج قدرها 35 مليون دولار. كان المبلغ المكتسب في جميع أنحاء العالم هو 123.4 مليون دولار في عطلة نهاية الأسبوع الافتتاحي، وهو التاسع والعشرون الأكبر على الإطلاق في الولايات المتحدة وكندا. حسبت ديد لاين هوليوود صافي ربح الفيلم ليكون 293.7 مليون دولار، وهو ما يمثل صافي مقارنة ميزانيات الإنتاج والأرباح ومشاركة الممثلين والتكاليف الأخرى، مقابل إيرادات شباك التذاكر والإيرادات الإضافية من وسائل الإعلام المنزلية، مما جعله يحتل المرتبة الخامسة في قائمة «أفضل الأفلام لعام 2017».

#### العرض المسرحي
مع عرضه في 4103 مسارح، فقد سجل الرقم القياسي لمعظم الأماكن لفيلم من فئة R، متجاوزًا 4071 مسرح لفيلم لوغان (2017)، بالإضافة إلى الرقم القياسي لأكبر افتتاح لفيلم رعب مصنف R، متخطياً بذلك فيلم فضائي: كوفينانت (2017) 3761 مسرح. حقق الفيلم 13.5 مليون دولار من عروض ليلة الخميس، مسجلاً الرقم القياسي لأعلى إيرادات لفيلم من فئة R من عروض الخميس، (كان الأعلى فيلم ديدبول (2016) 12.6 مليون دولار)، وأعلى إيرادات لفيلم رعب R (كان نشاط خارق 3 88 مليون دولار)، وأعلى فيلم لإصدارات سبتمبر، بالإضافة إلى أكبر عرض خميس لأي من كتابات كينغ. افتتح الفيلم بمبلغ 51 مليون دولار في يومه الأول، محطمًا الرقم القياسي السابق لأعلى فيلم رعب تم تقييمه من فئة R (كان فيلم الشعوذة (2013) هو الأعلى؛ بمبلغ 41 مليون دولار)، وأعلى فيلم افتتاحي لستيفن كينج (كان فيلم 1408 (2007) هو الأعلى؛ بقيمة 20 مليون دولار). كما أصبح الفيلم، من خلال تحقيقه مبلغ 51 مليون دولار في يوم الافتتاح، هو أعلى إيرادات ليوم الافتتاح لفيلم من فئة R على الإطلاق، مما أدى إلى كسر رقم فيلم ديدبول البالغ 46 مليون دولار، كما تجاوز إجمالي إيرادات عطلة نهاية الأسبوع الخاص بـ نشاط خارق 3 البالغة 52.6 مليون دولار، كان أعلى إجمالي إيرادات في عطلة نهاية الأسبوع الافتتاحي. أكمل الفيلم إنجازاته واستمر في الأسبوع الافتتاحي ليحقق 124 مليون دولار، مسجلاً الرقم القياسي لأكبر افتتاح في عطلة نهاية أسبوع لكل من شهر سبتمبر وإصدار فصل الخريف (تجاوز فندق ترانسيلفانيا 2 (2015) 48.4 مليون دولار) و(جاذبية (2013) 55 مليون دولار)، بينما تخطى معدّل أكبر افتتاح لشهر سبتمبر (متفوقًا على ساعة الذورة (1998) 62 مليون دولار) وأكبر معدّل افتتاح في أكتوبر (متفوقًا على فيلم مخيف 3 (2003) 71 مليون دولار).
شملت الأرقام القياسية الأخرى التي حققها الفيلم فئة أعلى إيرادات لعطلة نهاية الأسبوع الافتتاحي لفيلم رعب من فئة R (متفوقًا على فيلم نشاط خارق 3 (2011) 52.6 مليون دولار)، وأكبر ظهور مسرحي في تاريخ أفلام الرعب (متخطيًا فيلم هانيبال (2001) 58 مليون دولار)، وأكبر ظهور لفيلم في نهاية أسبوع ليست بها عطلة لفيلم من فئة R على الإطلاق (متخطيًا لوغان 88 مليون دولار)، وأرخص فيلم على الإطلاق تجاوز 100 مليون دولار في أول أسبوع له (متجاوزًا ملحمة الشفق: قمر جديد (2009) بميزانية قدرها 50 مليون دولار)، أصبح الفيلم ثاني أكبر ظهور لفيلم مصنف في فئة R بعد فيلم ديدبول (132.4 مليون دولار)، وهو أكبر افتتاح لفيلم من فئة R بناءً على كتاب (كسر رقم فيلم خمسين ظل من جراي (2015) 85 مليون دولار)، وثالث أعلى افتتاح لعام 2017 (خلف الجميلة والوحش وحراس المجرة 2)، بينما انضم إلى آلام المسيح (2004) باعتباره الفيلم الوحيد الذي تقل ميزانيته عن 40 مليون دولار ودخل قائمة أعلى إيرادات خلال الافتتاحات. لاحظت فارايتي أن عطلة نهاية الأسبوع الافتتاحية للفيلم كان من الممكن أن تكون أكبر لولا إعصار إيرما الذي أغلق ما يقرب من 50٪ من دور العرض في فلوريدا، وهي الولاية التي تمثل عادة 5٪ من إجمالي إيرادات شباك التذاكر في البلاد. حطم الفيلم الرقم القياسي لأعلى إيرادات شهده شهر سبتمبر في يوم الاثنين على الإطلاق بمبلغ 8.8 مليون دولار (أعلى من الحاسة السادسة (1999) 6.37 مليون دولار)، وأكبر يوم إثنين على الإطلاق لفيلم رعب/مخيف من فئة R، كما حطم الفيلم الرقم القياسي لأعلى يوم ثلاثاء شهده شهر سبتمبر على الإطلاق بمبلغ 11.4 مليون دولار (أفضل من سولي 4.8 مليون دولار)، وأعلى فيلم رعب في يرم الثلاثاء (متفوقًا على الشعوذة 5.6 مليون دولار)، وثاني أعلى فيلم رعب من فئة R منفرد في يوم الثلاثاء (خلف ذا اومين (2006) 12.6 مليون دولار). كما ذهب الفيلم ليحقق 7.9 مليون دولار في يوم الأربعاء، فأصبح أكبر أربعاء في تاريخ سبتمبر وأكبر أربعاء لفيلم رعب من فئة R ، بينما أصبح صاحب الرقم القياسي لأعلى فيلم رعب في خميس في شهر سبتمبر مع 7.2 مليون دولار.
أصبح الفيلم أعلى فيلم رعب من إنتاج ستيفن كينغ على الإطلاق في أمريكا الشمالية وفي جميع أنحاء العالم، حتى أنه تم تعديله وفقًا للتضخم (متخطيًا فيلم البريق (1980) 145 مليون دولار). انتهت افتتاحيته بـ60 مليون دولار، مسجلاً الرقم القياسي لثاني أعلى إيرادات عطلة نهاية أسبوع افتتاحية لإصدارات شهر سبتمبر، بينما دفع أيضًا الإجمالي المحلي إلى 218.7 مليون دولار ليصبح الفيلم الأكثر ربحًا في سبتمبر على الإطلاق (متخطيًا فيلم التمساح دندي (1984) 174.8 مليون دولار). استمر الفيلم ليصبح الفيلم الأعلى ربحًا على الإطلاق بين إطار من يوم افتتاحه إلى شهر نوفمبر. استمر الفيلم حتى كسب 236.3 مليون دولار محليًا، مسجلاً الرقم القياسي لأعلى إجمالي الناتج المحلي غير المعدل لفيلم رعب على الإطلاق (متفوقًا على طارد الأرواح الشريرة (1973) 232.9 مليون دولار)، وأعلى إجمالي ناتج غير معدّل عالميًا لفيلم رعب (أعلى من طارد الأرواح الشريرة 441 مليون دولار)، بينما أصبح أعلى فيلم لستيفن كينغ على الإطلاق في أمريكا الشمالية (أعلى من الميل الأخضر (1999) 233 مليون دولار). في عطلة نهاية الأسبوع الثالث، تم خلع الصدارة من قبل الفيلم الجديد كينغزمان: الدائرة الذهبية، واحتل المركز الثاني في شباك التذاكر بمبلغ 30 مليون دولار. في 28 سبتمبر، تجاوز 500 مليون دولار ليصبح الفيلم رقم 176، بينما أصبح ثاني أعلى فيلم على الإطلاق يقوم ببطولته مهرج خلف فارس الظلام (2008). في أسبوعه الرابع، حقق الفيلم إيرادات متوقعة قدرها 17.3 مليون دولار، ومنها أنه استعاد صدارة شباك التذاكر في بداية الأسبوع ونال المركز الأول من كينغزمان: الدائرة الذهبية (17 مليون دولار)، ومع ذلك، انتهت النتائج الفعلية في نهاية الأسبوع بالفيلم في المركز الثاني بإجمالي 16.90 مليون دولار مقابل 16.93 مليون دولار من كينغزمان، بينما تفوق على فيلم توم كروز الجديد صناعة أمريكية (2017) (16.8 مليون دولار). استمر الفيلم في الصمود في الأسابيع التالية، حيث حقق 10 ملايين دولار في الأسبوع الخامس و6.1 مليون دولار في الأسبوع السادس، لينتهي بالمركز الثالث في الأسبوع الخامس والمركز الرابع في الأسبوع السادس.

#### العرض الدولي
عالميًا، تم عرض الفيلم على حوالي 10,560 شاشة. بحلول 10 سبتمبر، تم افتتاحه في 46 سوقًا، محطمًا الأرقام القياسية في اليوم الأول الافتتاحي في مختلف البلدان الرئيسية. حصد الفيلم 16.1 مليون دولار في يوم الافتتاح، ليصل إجماليه التراكمي إلى 25.7 مليون دولار، وظهر لأول مرة في المركز الأول في جميع الأسواق تقريبًا. حطم «إت» الأرقام القياسية لأفلام الرعب في يوم الافتتاح في المملكة المتحدة (4.6 مليون دولار)، والبرازيل (1.9 مليون دولار)، وروسيا (1.3 مليون دولار)، وأستراليا (1.1 مليون دولار)، وإسبانيا (مليون دولار)، وهولندا (270 ألف دولار)، وفي 5 أخرى دول عبر أوروبا الشرقية. حققت الأسواق الأخرى افتتاحات كبيرة مثل كوريا الجنوبية (554000 دولار)، والإمارات العربية المتحدة (360 ألف دولار). حققت عروض آيماكس 10 ملايين دولار عالميًا مما يجعل الفيلم أفضل عرض مسرحي لفيلم في سبتمبر في جميع أنحاء العالم على الإطلاق من إنتاج شركة وارنر برذرز، بينما أصبحت أيضًا أفضل افتتاح لعروض آيماكس في أي سبتمبر في التاريخ.
بعد تسعة أيام، بلغ إجمالي الناتج الإجمالي 152.6 مليون دولار من 10,560 شاشة في 56 سوقًا، بينما سيطر الفيلم على المكسيك (13.85 مليون دولار) بـ4300 شاشة، وحطم أرقامًا قياسية مختلفة في السوق. اعتبارًا من 24 سبتمبر، كانت أكبر الأسواق خارج الولايات المتحدة وكندا هي المملكة المتحدة (34.5 مليون دولار)، والمكسيك (21.1 مليون دولار)، وروسيا (16.6 مليون دولار)، وأستراليا (14.9 مليون دولار)، والبرازيل (14.5 مليون دولار)، مع رقم قياسي جديد في افتتاح الفيلم في فرنسا (6.3 مليون دولار) والأرجنتين (4.1 مليون دولار). افتتح الفيلم في ألمانيا (11.6 مليون دولار) واليونان (756000 دولار)، محطمًا الأرقام القياسية لأكبر افتتاح لفيلم رعب في عروض ليلة الأربعاء، وأعلى فيلم في أسواق وارنر براذرز حتى الآن. كانت أكبر أسواق الفيلم هي المملكة المتحدة (42.5 مليون دولار)، وألمانيا (35.4 مليون دولار)، والمكسيك (27.6 مليون دولار)، وفرنسا (20.2 مليون دولار)، واليابان (19.2 مليون دولار).

#### العرض التجاري
في أمريكا الشمالية، تم إصداره جنبًا إلى جنب مع البيت مرة ثانية، وفيلم 9/11 ، وذا غود كاثوليك، وغان شاي، وأبلغت ددلاين هوليوود عن إجمالي متوقع بنحو 50 مليون دولار في عطلة نهاية الأسبوع الافتتاحي. ومع ذلك ، اعتبر العديد من المحللين أن الفيلم سوف يتفوق في الأداء منذ إصدار المقطع الدعائي بعد CinemaCon.
توقع شون روبينز وأليكس إدغيل من بوكس أوفيس، في 14 يوليو، أن يكسب «إت» 40 مليون دولار مع إجمالي محلي يبلغ 100 مليون دولار، والتي في 11 أغسطس، زادت نسبة 15٪ من التوقعات؛ حيث 46 مليون دولار على المستوى المحلي، وبإجمالي 115 مليون دولار. في 25 أغسطس، اقترح روبنز وإدغيل أنه سيكسب 60 مليون دولار على إجمالي محلي يبلغ 150 مليون دولار، بينما زادت التوقعات السابقة بنسبة 17 في المائة في 1 سبتمبر، وصل الفيلم إلى 70 دولارًا في عطلة نهاية الأسبوع الافتتاحي على إجمالي محلي 175 مليون دولار في حدود 4000 موقع، أشار الفيلم إلى أنه «مستمر في اتجاه منطقة غير مسبوقة لإصدارات أفلام الرعب». قبل أيام قليلة من إطلاقه، زاد شون روبنز وأليكس إدغيل التوقعات المقدرة من 70 مليون دولار إلى 81 مليون دولار في عطلة نهاية الأسبوع الافتتاحي، مع إصدار بيان لاحقًا أشار إلى أن التوقعات البالغة 81 مليون دولار قد تكون منخفضة.
تنبأت التقارير الصادرة في أغسطس 2017 من سكوت مينديلسون من فوربس أن الفيلم قد يدخل في كتب الأرقام القياسية لنوع أفلام الرعب، مع توقعات واقعية لافتتاحه، تم التوقع أنه سيكون فوق أو تحت الشعوذة (2013) والشعوذة 2 (2016)؛ حيث حقق كلاهما 40 مليون دولار في عطلة نهاية الأسبوع الافتتاحي، على الرغم من أن ذكر مندلسون أن افتتاح خمسون ظلا أكثر إظلاما (2017) كان 46.6 مليون دولار، وقد يكون 114.4 مليون دولار فقط للناتج المحلي هو الحد الأدنى من التوقعات. صرّح مندلسون لاحقًا أنه في حين أنه سيحطم الرقم القياسي لأكبر افتتاح في عطلة نهاية الأسبوع لفيلم رعب مصنف R، والذي حققه الشعوذة (2013) بسعر 41.8 مليون دولار، قد تقوم الصدارة بواحدة من أكبر الفجوات بين الفيلم الأول وفيلم المركز الثاني على الإطلاق، تم تسجيل مثل هذه الأرقم القياسية في عطلات نهاية الأسبوع الافتتاحية لفيلم حرب النجوم: القوة تنهض (2015) وأليس في بلاد العجائب (2010)، واختتم قائلاً «إنه ليس وراء جبال الجنون، يمكن أن يحصل على 77 مليون دولار من تلقاء نفسه.» ذكر برينت لانغ من مجلة فارايتي أن التتبع الأولي يشير إلى أن الفيلم في طريقه لكسب أكثر من 50 مليون دولار في افتتاحه. ذكر جيريمي فوستر من ذا راب أنه يمكن أن يحقق ما يصل إلى 60 مليون دولار في عطلة نهاية الأسبوع الافتتاحي، وهو رقم من شأنه أن يمنحه أكبر ظهور مسرحي في تاريخ أفلام الرعب، متجاوزًا فيلم هانيبال (2001) الذي بلغ 58 مليون دولار، أيضًا كأكبر افتتاح لأي فيلم تم إصداره في سبتمبر، متجاوزًا بذلك فندق ترانسيلفانيا 2 (2015) 48.4 مليون دولار. صرح براندون كاتز من ذا أوبزرفر أنه إذا ترقى إلى مستوى الإيرادات البالغ 60 مليون دولار، فيمكنه أن يصبح إجماليه العالمي حوالي 450 مليون دولار. في أغسطس، اقترح مايكل فليمنغ رئيس التحرير المشارك لـ ديدلاين.كوم أن الفيلم قد يتجاوز 70 مليون دولار في عطلة نهاية الأسبوع الافتتاحي، وحتى يمكن أن يصل إلى 80 مليون دولار في شباك التذاكر. قدّر سي إس ستروبريدج من ذي نمبرز أن الفيلم سيكون ناجحًا في شباك التذاكر، مما يشير إلى أن الفيلم سيكون أكبر نجاح في الشهر وسيسيطر على شباك التذاكر في نهاية الأسبوع من إطلاقه. صرح ستروبريدج أنه إذا زادت ضجة الاستقبال، فسيصبح إجمالي إيراداته 60 مليون دولار في عطلة نهاية الأسبوع وسيصبح الإجمالي 160 مليون دولار هو الرقم الأكثر احتمالية، مع ملاحظة ستروبريدج أنه قد يصبح حتى الفيلم الأكثر ربحًا تم إصداره في سبتمبر على الإطلاق، وهو رقم قياسي يحتفظ به حاليًا التمساح دندي (1986). لاحظ ستروبريدج أن فيلم آنابيل: التكوين قد يخسر أكثر من 1000 مسرح في يوم عرض «إت». بحلول الأسبوع الذي صدر فيه، تم رفع التقديرات لمبيعات التذاكر المحلية إلى 60-70 مليون دولار.
تحدث المحلل في شباك التذاكر، جيتش بانديا، عن القوة النارية التي حصل عليها الفيلم من التقييمات الجيدة من النقاد، بالإضافة إلى الربح التاريخي لفيلم الرعب خلال فترة أكتوبر، حيث اقترح بانديا أن افتتاح عطلة نهاية أسبوع سوف يجني 62 مليون دولار. في 5 سبتمبر، صرح براد بريفيت من بوكس أوفيس موجو أن الفيلم قد وصل في الوقت المناسب؛ إذ وصل في أعقاب أسوأ عطلتي نهاية أسبوع في العام. وذكر أيضًا أنه يتوقع أن يجني الفيلم من افتتاحه قيمة 85 مليون دولار، مع عدم وجود أي مفاجأة أعلى". ذكرت صحيفة هوليوود ريبورتر أن شركة وارنر برذرز أصبحت الأكثر حذرًا من خلال ذكر الرقم 60 - 65 مليون دولار، مشيرة إلى السوق البطيء، وحقيقة أن شهر سبتمبر لم يكن معروفًا بالافتتاحات الضخمة، بالإضافة إلى تصنيف R. أفادت أنيتا بوش وأنتوني أليساندرو من ديدلاين.كوم أن الفيلم يمكن أن يتجاوز 90 مليون دولار، مع بعض المتتبعين الذين يبحثون عن 100 مليون دولار في عطلة نهاية الأسبوع الافتتاحية للفيلم.

### استقبال النقاد

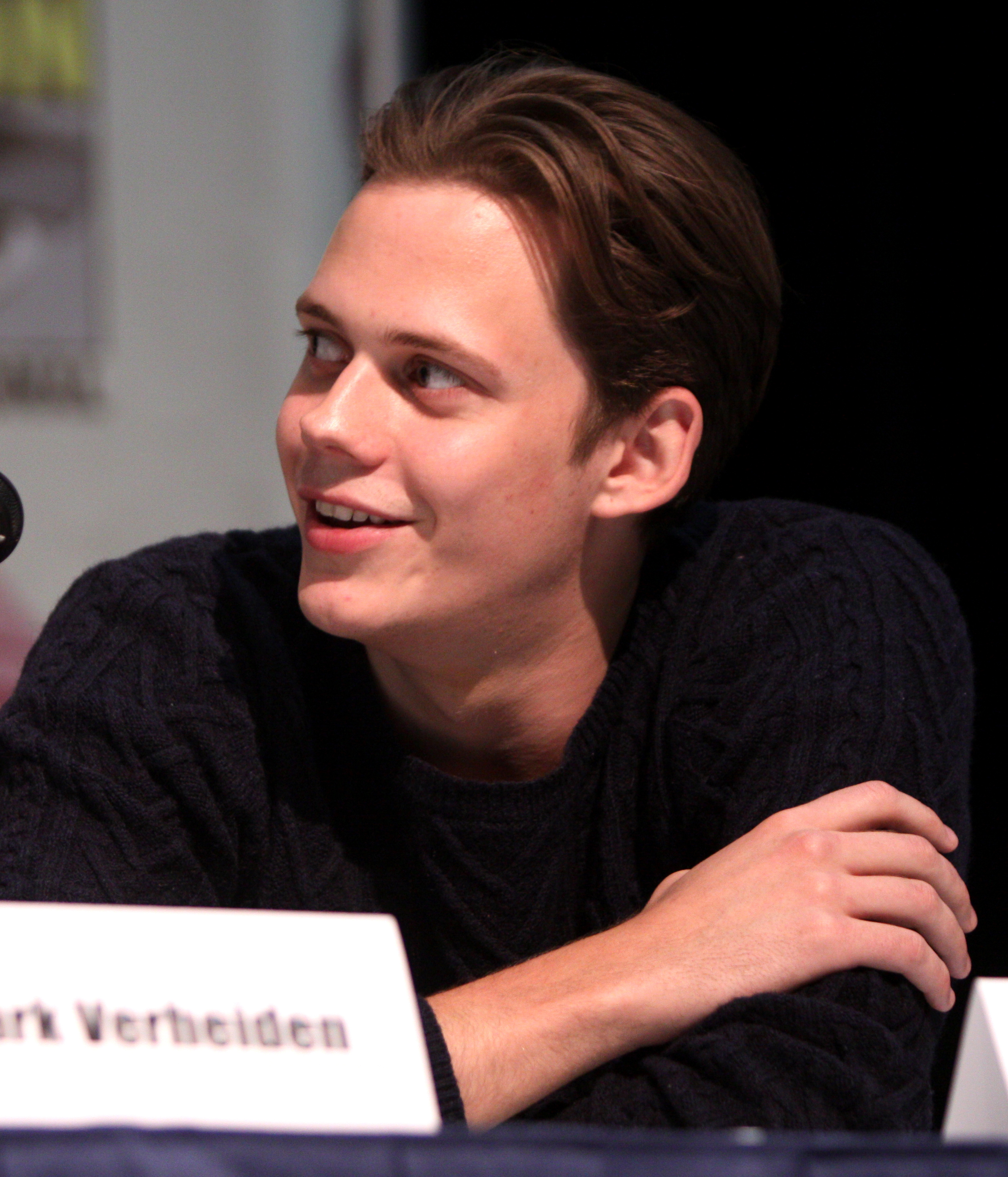
أشاد النقاد بشكل خاص بأداء بيل سكارسغارد لـ Pennywise.

نال الفيلم الثناء على أدائه وإخراجه  والسيناريو  والتصوير السينمائي والموسيقى. على مجمّع المراجعة روتن توميتوز، حصل الفيلم على نسبة موافقة تبلغ 86٪ بناءً على 374 مراجعة، بمتوسط تقييم 7.24 / 10. يقرأ الإجماع النقدي للموقع  أن الفيلم أظهر «حسن التصرف وهو مخيف بشدة مع وجود قصة مؤثرة عاطفياً في جوهرها، إنه يضخم الرعب في قصة ستيفن كينغ الكلاسيكية دون أن يفقد الاتصال بقلبها.» على ميتاكريتيك، أخذ الفيلم متوسط درجات من 69 من 100، استنادًا إلى 49 ناقدًا، مما يشير إلى «المراجعات الإيجابية بشكل عام». أعطت الجماهير التي استطلعت آراؤها سينماسكور الفيلم متوسط درجة "B+" على مقياس A+ إلى F، بينما أعطاه الجمهور في بوست تراك درجة إيجابية إجمالية بلغت 85٪ و64٪ «توصية محددة».
فانيتي فير، وصالون، وإندي واير، من بين المجلات الأخرى، ربطت الفيلم بالمنافسة على جائزة الأوسكار. وصفت سينيد برينان من راديو وتلفزيون أيرلندا، والتي أعطت الفيلم أربعة من أصل خمسة نجوم، الفيلم بأنه "فيلم جميل المظهر، بينما تجلس على حافة مقعدك في انتظار الرعب القادم." أشادت بالأداء، والتصوير السينمائي، وقيمة الإنتاج، أثناء الحديث عن سكارسغراد ووصفته بأنه "الكمال المخيف للفيلم"، والذي "طاقته وحضوره المهوس يجلبا مستوى من القلق والشدة التي لا تصدق.،ويستحق أن يتم النظر فيه لجوائز الأوسكار.

### الجوائز
| قائمة الجوائز والترشيحات                  | قائمة الجوائز والترشيحات | قائمة الجوائز والترشيحات  | قائمة الجوائز والترشيحات                                                                                   | قائمة الجوائز والترشيحات | قائمة الجوائز والترشيحات |
| الجائزة                                   | تاريخ الحفل              | الفئة                     | المستلمون والمرشحون                                                                                        | النتيجة                  | مرجع                     |
| ----------------------------------------- | ------------------------ | ------------------------- | --- | ------------------------ | ------------------------ |
| جوائز بوجي                                | 8 أكتوبر 2017            | جائزة بوجي                | إت | فوز                      | [ 439 ]                  |
| جوائز بوجي                                | 8 أكتوبر 2017            | برونزية                   | إت | فوز                      | [ 439 ]                  |
| جوائز بوجي                                | 8 أكتوبر 2017            | فضة                       | إت | فوز                      | [ 439 ]                  |
| جائزة برام ستوكر                          | 4 مارس 2018              | أفضل سيناريو              | تشيس بالمر وكاري فوكوناجا وجاري دوبرمان                                                                    | رُشِّح                      | [ 440 ] [ 441 ]          |
| جوائز كليو                                | 2 نوفمبر 2017            | عرض: دعابة                | بوذا جونز                                                                                                  | فوز                      | [ 442 ]                  |
| جائزة اختيار النقاد للأفلام               | 11 يناير 2018            | أفضل فيلم خيال علمي / رعب | إت | رُشِّح                      | [ 443 ]                  |
| جوائز إمباير                              | 18 مارس 2018             | أفضل فيلم رعب             | إت | رُشِّح                      | [ 444 ]                  |
| جولدن شموس                                | 4 مارس 2018              | أفضل فيلم رعب             | إت | فوز                      | [ 445 ]                  |
| جولدن شموس                                | 4 مارس 2018              | أكبر مفاجأة               | إت | فوز                      | [ 445 ]                  |
| جولدن شموس                                | 4 مارس 2018              | فنان الاختراق             | بيل سكارسغارد                                                                                              | رُشِّح                      | [ 445 ]                  |
| جولدن شموس                                | 4 مارس 2018              | أروع شخصية                | بيني وايز                                                                                                  | رُشِّح                      | [ 445 ]                  |
| جولدن شموس                                | 4 مارس 2018              | أفضل مقطع دعائي في السنة  | إت | رُشِّح                      | [ 445 ]                  |
| جولدين لينواند                            | 27 سبتمبر 2017           | الشاشة الذهبية            | إت | فوز                      | [ 446 ]                  |
| جوائز روتن توميتوز الذهبية                | 2 يناير 2018             | أفضل فيلم رعب             | إت | Runner-up                | [ 447 ]                  |
| جوائز العرض الدعائي الذهبي                | 6 يونيو 2017             | أفضل فيلم رعب             | نيو لاين سينما وبوذا جونز                                                                                  | فوز                      | [ 448 ] [ 449 ]          |
| جمعية هيوستن لنقاد السينما                | 6 يناير 2018             | أفضل ملصق                 | إت | رُشِّح                      | [ 450 ]                  |
| جوائز آي جي إن                            | 19 ديسمبر 2017           | فيلم العام                | إت | رُشِّح                      | [ 451 ]                  |
| جوائز آي جي إن                            | 19 ديسمبر 2017           | أفضل فيلم رعب             | إت | فوز                      | [ 451 ]                  |
| جوائز آي جي إن                            | 19 ديسمبر 2017           | أفضل ممثل مساعد           | بيل سكارسغارد                                                                                              | رُشِّح                      | [ 451 ]                  |
| الرابطة الدولية لنقاد الموسيقى السينمائية | 22 فبراير 2018           | ملحن العام                | بنيامين والفيش (لـ إت، وآنابيل: التكوين، وبيتر هارفست، وعلاج للصحة، ومولي، وبليد رانر 2049، ودونكيرك)      | رُشِّح                      | [ 452 ]                  |
| جائزة جوبيتر                              | 18 أبريل 2018            | أفضل فيلم دولي            | أندريس موسكيتي                                                                                             | رُشِّح                      | [ 453 ] [ 454 ]          |
| جائزة جوبيتر                              | 18 أبريل 2018            | أفضل ممثل دولي            | بيل سكارسغارد                                                                                              | رُشِّح                      | [ 453 ] [ 454 ]          |
| جوائز إم تي في للأفلام                    | 18 يونيو 2018            | أفضل فيلم                 | إت | رُشِّح                      | [ 455 ]                  |
| جوائز إم تي في للأفلام                    | 18 يونيو 2018            | أفضل شخصية سيئة           | بيل سكارسغارد                                                                                              | رُشِّح                      | [ 455 ]                  |
| جوائز إم تي في للأفلام                    | 18 يونيو 2018            | الأداء الأكثر رعبا        | صوفيا ليليس                                                                                                | رُشِّح                      | [ 455 ]                  |
| جوائز إم تي في للأفلام                    | 18 يونيو 2018            | أفضل فريق على الشاشة      | فين ولفهارد، وصوفيا ليليس، وجايدن مارتيل، وجاك ديلان غرازر، ووايت أوليف، وجيرمي راي تايلور، وتشوزين جاكوبس | فوز                      | [ 455 ]                  |
| جمعية سان دييغو لنقاد السينما             | 11 ديسمبر 2017           | فنان الاختراق             | صوفيا ليليس                                                                                                | رُشِّح                      | [ 456 ] [ 457 ]          |
| جائزة زحل                                 | 27 يونيو 2018            | أفضل فيلم رعب             | إت | رُشِّح                      | [ 458 ]                  |
| جائزة زحل                                 | 27 يونيو 2018            | أفضل ممثل مساعد           | بيل سكارسغارد                                                                                              | رُشِّح                      | [ 458 ]                  |
| جائزة زحل                                 | 27 يونيو 2018            | أفضل أداء لممثل صغير      | صوفيا ليليس                                                                                                | رُشِّح                      | [ 458 ]                  |
| جائزة زحل                                 | 27 يونيو 2018            | أفضل مكياج                | أليك جيليس، وشون سانسوم، وتوم وودروف الابن، وشين زاندر                                                     | رُشِّح                      | [ 458 ]                  |
| جمعية سياتل لنقاد السينما                 | 18 ديسمبر 2017           | أفضل أداء للشباب          | صوفيا ليليس                                                                                                | رُشِّح                      | [ 459 ]                  |
| جمعية سياتل لنقاد السينما                 | 18 ديسمبر 2017           | شرير العام                | بيل سكارسغارد                                                                                              | رُشِّح                      | [ 459 ]                  |
| جمعية سانت لويس لنقاد السينما             | 17 ديسمبر 2017           | أفضل سيناريو مقتبس        | تشيس بالمر، وكاري فوكوناجا، وجاري دوبرمان                                                                  | رُشِّح                      | [ 460 ]                  |
| جائزة اختيار المراهقين                    | 12 أغسطس 2018            | شرير الفيلم               | بيل سكارسغارد                                                                                              | رُشِّح                      | [ 461 ]                  |
| جائزة اختيار المراهقين                    | 12 أغسطس 2018            | اندلاع نجم الفيلم         | صوفيا ليليس                                                                                                | رُشِّح                      | [ 461 ]                  |
| جائزة اختيار المراهقين                    | 12 أغسطس 2018            | سفينة الفيلم              | صوفيا ليليس وجيرمي راي تايلور                                                                              | رُشِّح                      | [ 461 ]                  |
| جمعية واشنطن العاصمة لنقاد السينما        | 8 ديسمبر 2017            | أفضل أداء للشباب          | صوفيا ليليس                                                                                                | رُشِّح                      | [ 462 ]                  |
| جمعية واشنطن العاصمة لنقاد السينما        | 8 ديسمبر 2017            | أفضل فرقة تمثيلية         | إت | رُشِّح                      | [ 462 ]                  |

## الجزء الثاني
ذكر المنتج روي لي فيلمًا ثانيًا مخططًا له في مقابلة مع كولايدر في 16 فبراير 2016، قبل أن يبدأ التصوير الرئيسي للفيلم الأول، قائلاً: «كتب دوبرمان أحدث مسودة عمل بها مع موسكيتي، لذلك سيتم التصوير على أنه فيلمين.» في 19 يوليو 2017، كشف موسكيتي أن الخطة هي أن يبدأ إنتاج الجزء الثاني من إت خلال الربيع التالي، مضيفًا «من المحتمل أن يكون لدينا نص للجزء الثاني في يناير 2018. من الناحية المثالية، سنبدأ الإعداد في شهر مارس. الجزء الأول يدور حول الأطفال فقط. الجزء الثاني عن هذه الشخصيات بعد 30 عامًا كبالغين، مع ذكريات الماضي عن عام 1989 عندما كانوا أطفالًا.» في 21 يوليو 2017، تحدث موسكيتي عن التطلع إلى إجراء حوار في الفيلم الثاني غير موجود في الفيلم الأول، قائلاً: «يبدو أننا سنفعل ذلك. إنه النصف الثاني، إنه ليس تكملة. إنه النصف الثاني وهو مرتبط جدًا بالنصف الأول.» أكد موسكيتي أنه من المأمول أن يتم تضمين مشهدين مقطوعين من الفيلم في الجزء الثاني، أحدهما هو الحريق على النقطة السوداء من الكتاب.
في 25 سبتمبر 2017، أعلنت نيو لاين سينما أن التتمة ستصدر في 6 سبتمبر 2019، مع كتابة غاري دوبرمان للسيناريو. في وقت لاحق من ديسمبر 2017، تم إدراج جيفري يورجينسن، كاتب فيلم العميل كودي بانكس، ككاتب السيناريو. اعتبارًا من فبراير 2018، كانت جيسيكا شاستاين في مفاوضات لتمثيل دور بيفرلي مارش البالغة. في أبريل 2018، دخل جيمس ماكافوي وبيل هادر في مفاوضات للعب دور بيل دينبرو وريتشي توزير. في مايو 2018، كشف جيمس رانسون على تويتر أنه سيؤدي دور إدي كاسبراك البالغ. بعد ذلك بوقت قصير، انضم أندي بين وجاي راين إلى فريق التمثيل لتأدية دور ستانلي يوريس وبن هانسكوم. في يونيو 2018، وقّع عيسى مصطفى ليلعب دور مايك هانلون البالغ.
كشف ماكافوي على حسابه على إنستغرام أن التصوير بدأ رسميًا في 19 يونيو 2018.

## روابط خارجية
- مقالات تستعمل روابط فنية بلا صلة مع ويكي بيانات

لا توجد روابط لمواقع التواصل الاجتماعي.